# Défilé du Jour de la Victoire 2015
Le défilé militaire du Jour de la Victoire de 2015, qui a eu lieu le 9 mai 2015 sur la place Rouge, à Moscou, en Russie, commémore le 70e anniversaire de la fin de la Seconde Guerre mondiale en Europe, la Grande Guerre patriotique pour les Russes et leur victoire sur le Troisième Reich.
Dans un contexte de crispation avec les États occidentaux, ce défilé est le plus important et le plus coûteux jamais organisé sur la place Rouge, avec près de 16 000 hommes participants, dont 1 300 appartenaient à des unités de dix pays invités. Par l'ampleur des effectifs engagés, et avec la présence de nombreux matériels défilant pour la première fois, ce défilé a été présenté par les médias occidentaux comme une démonstration de force orchestrée par le pouvoir russe. Contrairement aux autres années, la couleur dominante des éléments de décor n'est plus le rouge mais le bleu.

Logo du défilé du de la Victoire, avec l'inscription en cyrillique « Victoire ! 70 ans ».

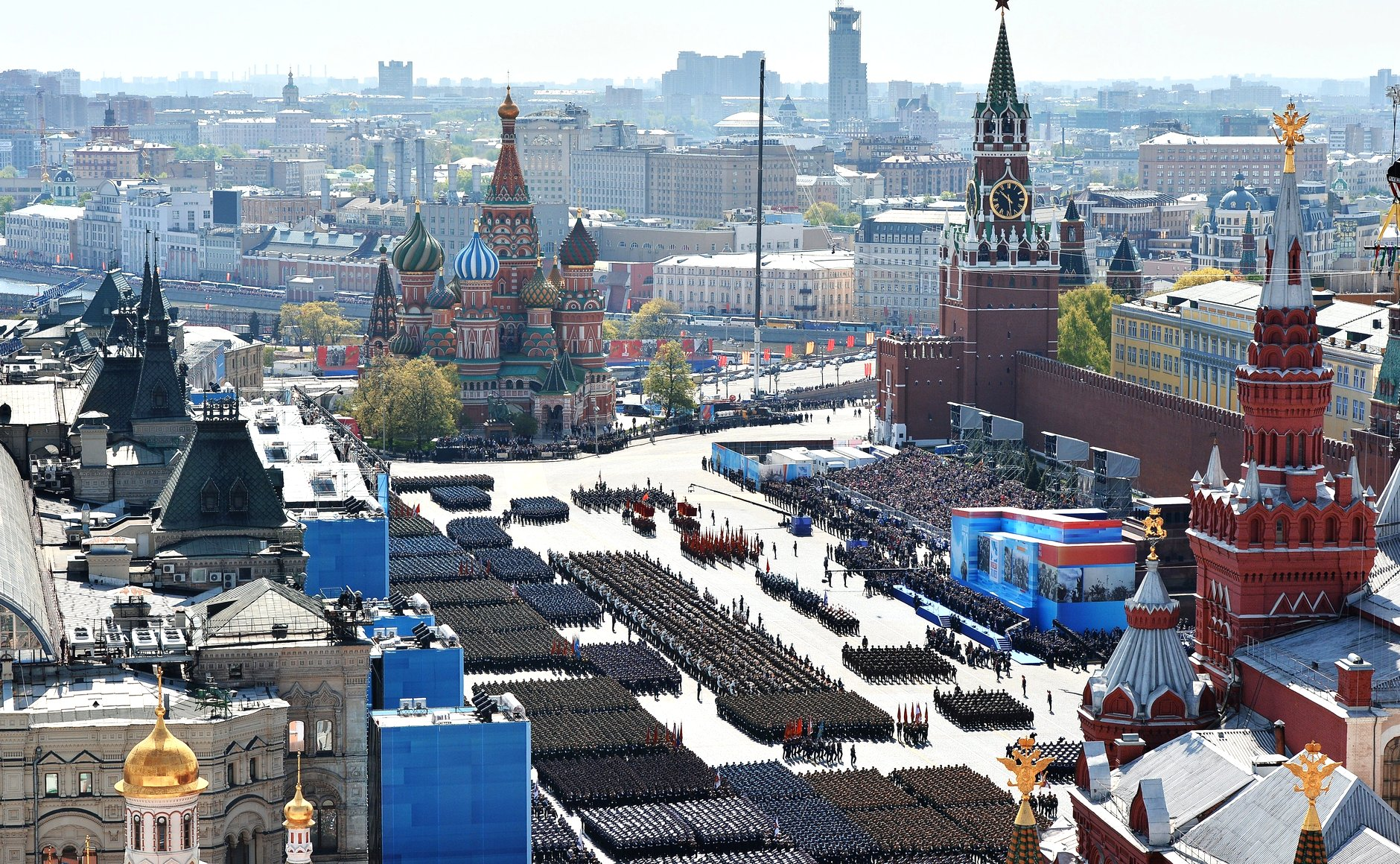
Défilé sur la Place Rouge, 2015.

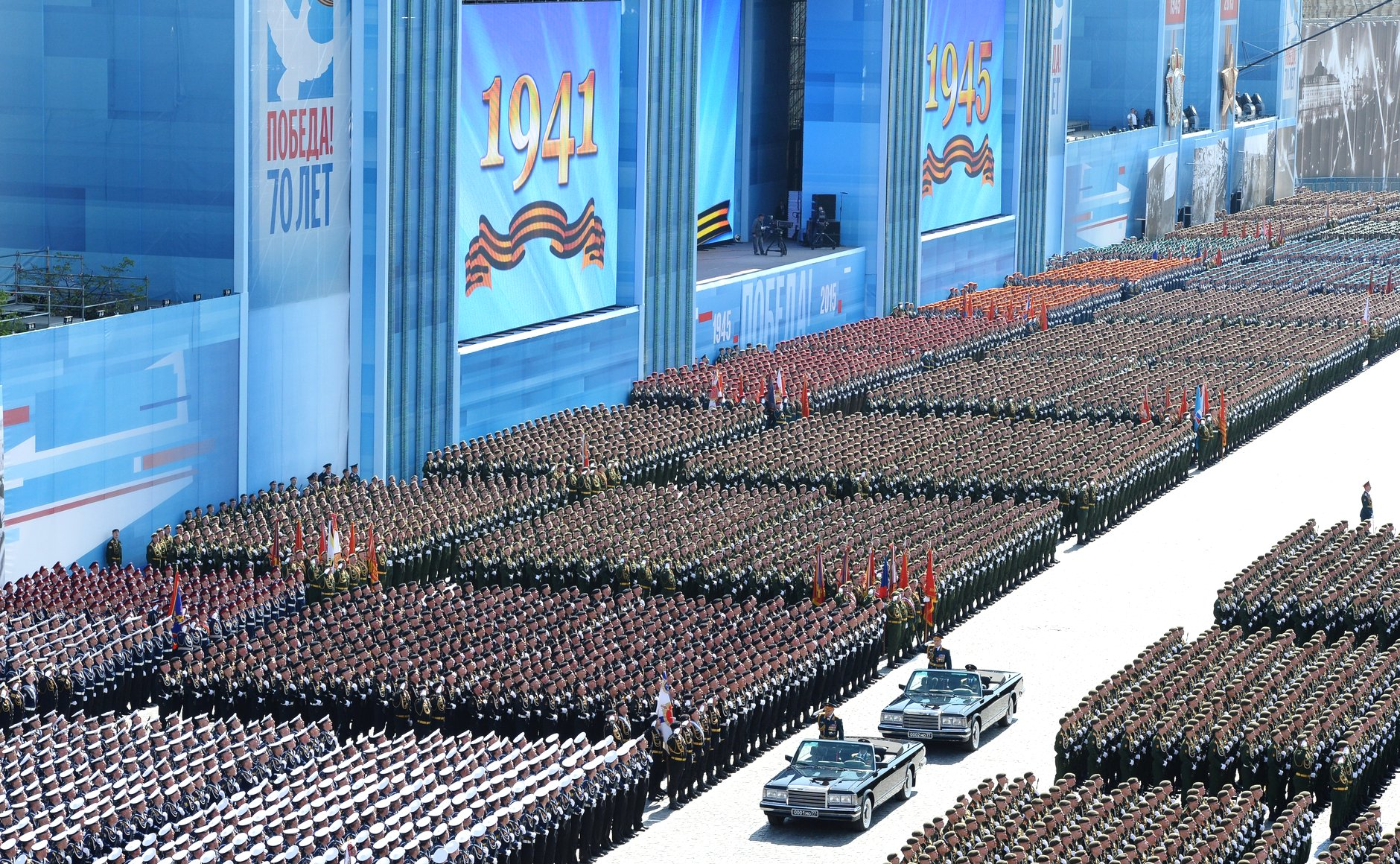
Soldats pendant le défilé de la Victoire.

## Dignitaires étrangers invités
De nombreuses délégations étrangères étaient invitées, mais en raison du conflit en Ukraine, beaucoup de dirigeants occidentaux ont décliné l'invitation. 
Étaient présents :
- Ban Ki-moon, secrétaire général de l'Organisation des Nations unies[1],[2]
- Irina Bokova, directrice générale de l'UNESCO[3]
- Robert Mugabe, président du Zimbabwe et de l'Union Africaine[4]
- Ilham Aliyev, président de l'Azerbaïdjan[5]
- Serge Sargsian, président de l'Arménie
- Mladen Ivanić, représentant le praesidium de Bosnie-Herzégovine[6]
- Milorad Dodik, président de la république serbe de Bosnie[7]
- Nicolás Maduro, président du Venezuela[8]
- Trương Tấn Sang, président du Viêt Nam
- Abdel Fattah Al-Sissi, président de l’Égypte[9]
- Pranab Mukherjee, président de l'Inde[10]
- Noursoultan Nazarbaïev, président du Kazakhstan[11]
- Níkos Anastasiádis, président de Chypre[12]
- Almazbek Atambaev, président du Kirghizistan[13]
- Xi Jinping, président de la république populaire de Chine[14]
- Kim Yong-Nam, représentant le Praesidium de la république populaire et démocratique de Corée du Nord[15]
- Raúl Castro, représentant le conseil gouvernemental de Cuba[16]
- Tsakhiagiyn Elbegdorj, président de Mongolie[17]
- Tomislav Nikolić, président de la Serbie[18]
- Gjorge Ivanov, président de la Macédoine[19],[20]
- Emomalii Rahmon, président du Tadjikistan[11]
- Gurbanguly Berdimuhamedow, président du Turkménistan[21]
- Miloš Zeman, président de la République tchèque[22]
- Jacob Zuma, président de l'Afrique du Sud[23]
- Mahmoud Abbas, président de l'Autorité palestinienne[24]
- Raul Khadjimba, président de la république autonome d'Abkhazie[11]
- Leonid Tibilov, président de la république autonome d'Ossétie du Sud[11]

Ont décliné l'invitation :
- Donald Tusk, président du Conseil européen[11],[25]
- Jean-Claude Juncker, président de la Commission Européenne[26]
- Martin Schulz, président du Parlement Européen
- Thorbjørn Jagland, secrétaire général du Conseil de l'Europe[27]
- Peter Cosgrove, gouverneur général d'Australie[28]
- Heinz Fischer, président fédéral d'Autriche[29]
- Bujar Nishani, président de l'Albanie[30]
- Alexandre Loukachenko, président de la Biélorussie[31]
- Rossen Plevneliev, président de la Bulgarie[32]
- Dilma Rousseff, présidente du Brésil[33]
- David Cameron, Premier ministre du Royaume-Uni[34]
- János Áder, président de la Hongrie[35]
- Angela Merkel, chancelière de la République fédérale d'Allemagne[11],[36]
- Helle Thorning-Schmidt, premier ministre du Danemark[37]
- Reuven Rivlin, président d'Israël
- Benyamin Netanyahou, premier ministre d'Israël[11],[38]
- Ólafur Ragnar Grímsson, président de l'Islande[11]
- Mariano Rajoy, premier ministre du royaume d'Espagne[39]
- Matteo Renzi, président du conseil de l'Italie[40]
- Park Geun-Hye, présidente de la Corée du Sud[41]
- Kim Jong-Un, chef du parti des travailleurs de la république démocratique populaire de Corée du Nord[42]
- Andris Bērziņš, président de la Lettonie[11]
- Dalia Grybauskaitė, présidente de la Lituanie[11]
- Nicolae Timofti, président de la Moldavie[11],[43]
- Mark Rutte, premier ministre des Pays-Bas[44]
- Erna Solberg, premier ministre de la Norvège[45]
- Bronislaw Komorowski, président de Pologne[11]
- Ewa Kopacz, premier ministre de Pologne[46]
- Klaus Iohannis, président de la Roumanie[11]
- Miloš Zeman, président de la République tchèque[22]
- Andrej Kiska, président de la Slovaquie[47]
- Robert Fico, premier ministre de la Slovaquie[48]
- Borut Pahor, président de la Slovénie[49]
- Barack Obama, président des États-Unis d'Amérique[11]
- Recep Tayyip Erdoğan, président de la Turquie[50]
- Islam Karimov, président de l'Ouzbékistan[51]
- Représentants du gouvernement ukrainien[52]
- Sauli Niinistö, président de la Finlande[53]
- François Hollande, président de la France[54]
- Kolinda Grabar-Kitarović, présidente de la Croatie[55]
- Filip Vujanović, président du Monténégro[56]
- Stefan Löfven, premier ministre de Suède[49]
- Toomas Hendrik Ilves, président de l'Estonie[11]
- Shinzō Abe, premier ministre du Japon[11]

## Déroulement du défilé

### Début
Comme chaque année, le défilé de la Victoire commence à 10 h, heure de Moscou, avec l'arrivée des drapeaux de la fédération de Russie et la Bannière de la Victoire. Les troupes sont ensuite saluées par Sergueï Choïgou (ministre de la Défense) et le colonel-général Oleg Salioukov (commandant des forces terrestres), chacun à bord d'un véhicule Zil 41044. À 10 h 13, le ministre de la défense annonce au président de la fédération de Russie que les troupes sont en ordre pour le défilé. Vladimir Poutine prononce alors un discours qui se conclut par une minute de silence, suivi de l'hymne russe et une salve d'artillerie.

### Défilé des troupes à pied

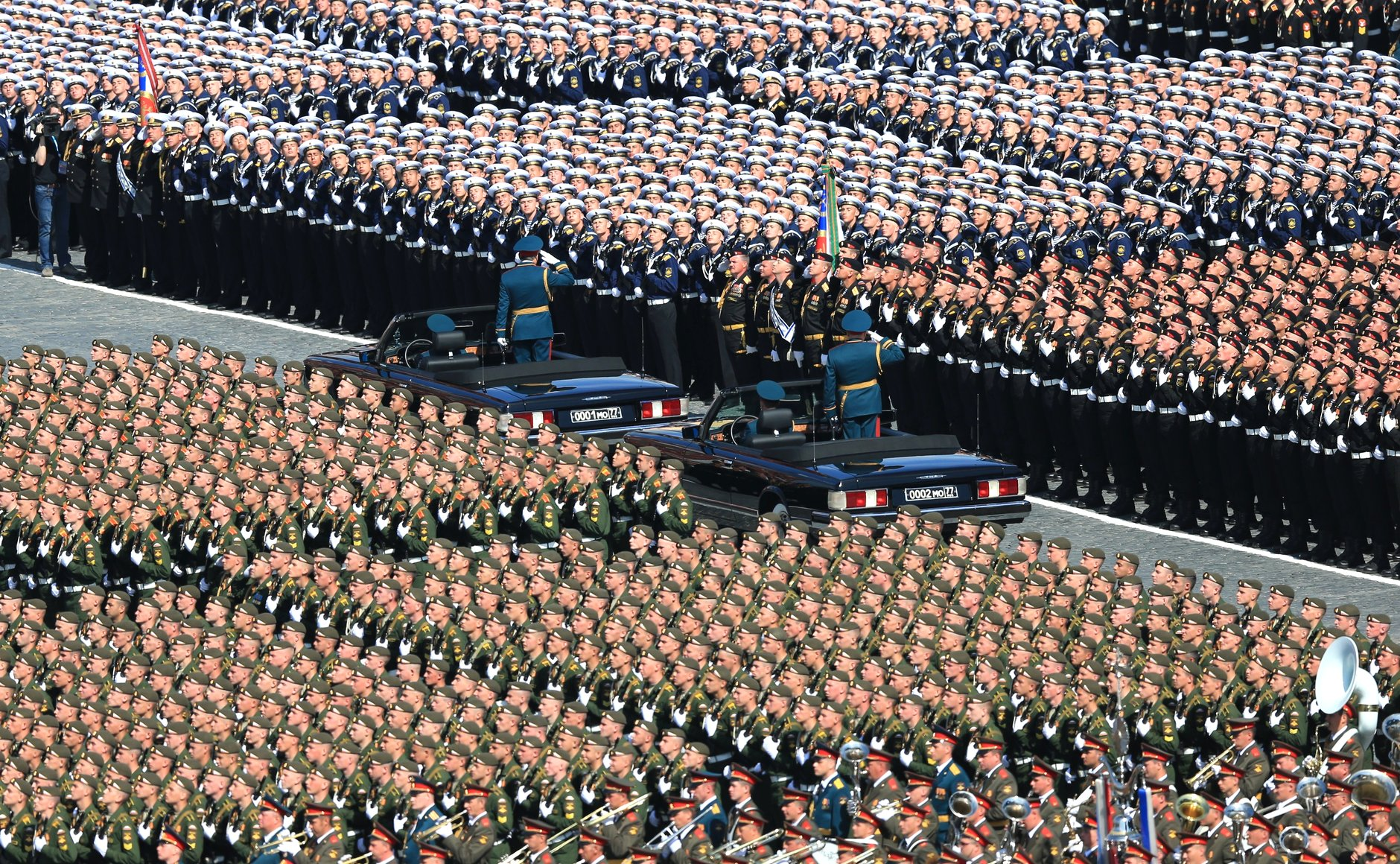
Alignements de personnels des forces terrestres, de l'infanterie de marine et de la marine russe

Liste des participants :

#### Partie historique
1. Compagnie des tambours de l'institut de musique militaire de Moscou
2. Groupe des drapeaux, avec le drapeau de la fédération de Russie, l'Étendard de la Victoire et les drapeaux des forces armées de Russie
3. Garde d'honneur formée des trois branches des forces armées
4. Compagnie de fantassins, aviateurs, marins, éclaireurs, sapeurs et gardes civils en tenue d'époque de la guerre
5. Compagnie combinée de troupes de cosaques du Kouban
6. Escorte à cheval du Service de protection fédérale

#### Troupes étrangères
1. Détachement de parade des forces armées de la république d'Azerbaïdjan ;
2. Détachement de parade des forces armées de la république d’Arménie ;
3. Détachement de parade de la 5e brigade des forces spéciales de la république de Biélorussie ;
4. Cadets de l'institut militaire des forces terrestres de la république du Kazakhstan ;
5. Détachement de parade de la garde républicaine de la république du Kirghizistan ;
6. Détachement de l'institut militaire du ministère de la défense de la république du Tadjikistan ;
7. Détachement du régiment de grenadiers des forces armées d'Inde ;
8. Détachement du régiment de la garde d'honneur des forces armées de Mongolie ;
9. Détachement des forces armées de Serbie ;
10. Détachement des gardes d'honneur des forces armées de la république populaire de Chine ;

#### Troupes contemporaines
1. Institut militaire Souvorov de Moscou
2. Institut militaire Souvourov de Tver
3. Institut de guerre navale Nakhimov
4. Corps des cadets de marine de Kronstadt
5. Corps des cadets cosaques d'Аksaï
6. Pupilles du ministère de la Défense

##### Régiment combiné des troupes terrestres
1. Académie militaire des forces armées de la fédération de Russie
2. Université militaire du ministère de la Défense de la fédération de Russie
3. Académie militaire du soutien matériel et technique « Général d'armée Khoulev »

##### Régiment combiné des forces aériennes
1. Académie militaire et technique de l'armée de l'air « professeur Joukov et Youri Gagarine »

##### Régiment combiné de la marine
1. Institut de guerre navale de la Baltique
2. Institut de guerre navale de l'océan Pacifique
3. Institut supérieur de guerre navale « Amiral Nakhimov » de la mer Noire
4. 336e brigade de la garde « Belostokskaya » d'infanterie de marine de la flotte de la Baltique

##### Régiment combiné des troupes de missiles
1. Académie militaire des troupes des missiles stratégiques « Pierre le Grand » (Antenne de la ville de Serpukhov)

##### Régiment combiné des troupes de défense spatiale
1. Académie militaire spatiale « Mojaïsk »
2. Institut supérieur de défense anti-aérienne de Iaroslavl

##### Régiment combiné des troupes aéroportées
1. Institut supérieur de commandement des troupes aéroportées « général d'armée Marguelov » de Riazan
2. 331e régiment parachutiste de la garde (98e division aéroportée de la Garde)
3. 217e régiment parachutiste de la Garde (98e division aéroportée de la Garde)

##### Bataillon des troupes de guerre chimique
1. Académie militaire de guerre chimique
2. 1re brigade mobile de défense chimique

##### Régiment des troupes ferroviaires
1. 34e brigade de génie ferroviaire
2. 38e brigade de génie ferroviaire

##### Bataillons des structures de force civiles
1. Académie de la sécurité civile de Russie (ministère des Situations d'urgence)
2. Division indépendante pour les opérations spéciales (ministère des Affaires intérieures)
3. Institut pour les affaires de sûreté fédérale de Moscou (FSB)

##### Détachement de parade du secteur de défense Ouest
1. 2e division de fusiliers motorisés de la garde « Tamanskaya »

##### Détachements de parade indépendants
1. Université militaire de technologie
2. Institut supérieur de commandement de Moscou
3. Orchestre militaire combiné des forces armées de la fédération de Russie : plus de 1000 musiciens placés sous la direction du général Valéry Khalilov (qui dirige l'orchestre pour la 13e année consécutive)

### Défilé motorisé
Le défilé motorisé était constitué de 194 véhicules, 14 datant de la seconde guerre mondiale, et 180 contemporains. Certains véhicules, conçus après l'effondrement de l'Union soviétique, ont été présentés pour la 1re fois.

#### Partie historique
- chars  T-34/85 (x 7) détachement issu de la 4e division blindée de la garde « Kantemirovskaya »
- chasseurs de chars SU-100 (x 7)

#### Véhicules modernes
- véhicule tactique GAZ 2330 TIGR (x 10)
- véhicule tactique équipé de missiles antichars « Kornet-D1 » (x 7)
- véhicule blindé de transport de troupes BTR-82A (x 19)
- camions blindés « Tayfun-K » et « Tayfun-U » (9+9)
- véhicule blindé aérotransportable BMD-4M (x 10)
- véhicule blindé aérotransportable BTR-MD « Rakoushka » (x 10)
- véhicule blindé à roues BTR « Kurganets-25 » (x 10)
- véhicule blindé chenillé BMP « Kurganets-25 » (x 10)
- véhicule blindé chenillé BMP « T-15 Armata » (x 10)
- Char T-90A (x 10)
- Tank « Armata » T-14 (x 10)
- Obusier automoteur Msta-S (x 8)
- Obusier automoteur « Koalitsiya-SV » (x 8)
- Lance-missiles tactique « Iskander-M » (x 8)
- Lance-missiles sol-air « Tor-M2 U » (x 10)
- Lance-missiles sol-air « Bouk-M2U » (x 8)
- Système combiné canons-missiles sol-air « Pantsir-S1 » (x 8)
- Lance missiles sol-air S-400 « Triumph » (x 8)
- Lance-missiles nucléaires RS-24 « Yars » (x 3)
- Véhicule blindé « Boomerang » (x 3)

### Défilé aérien

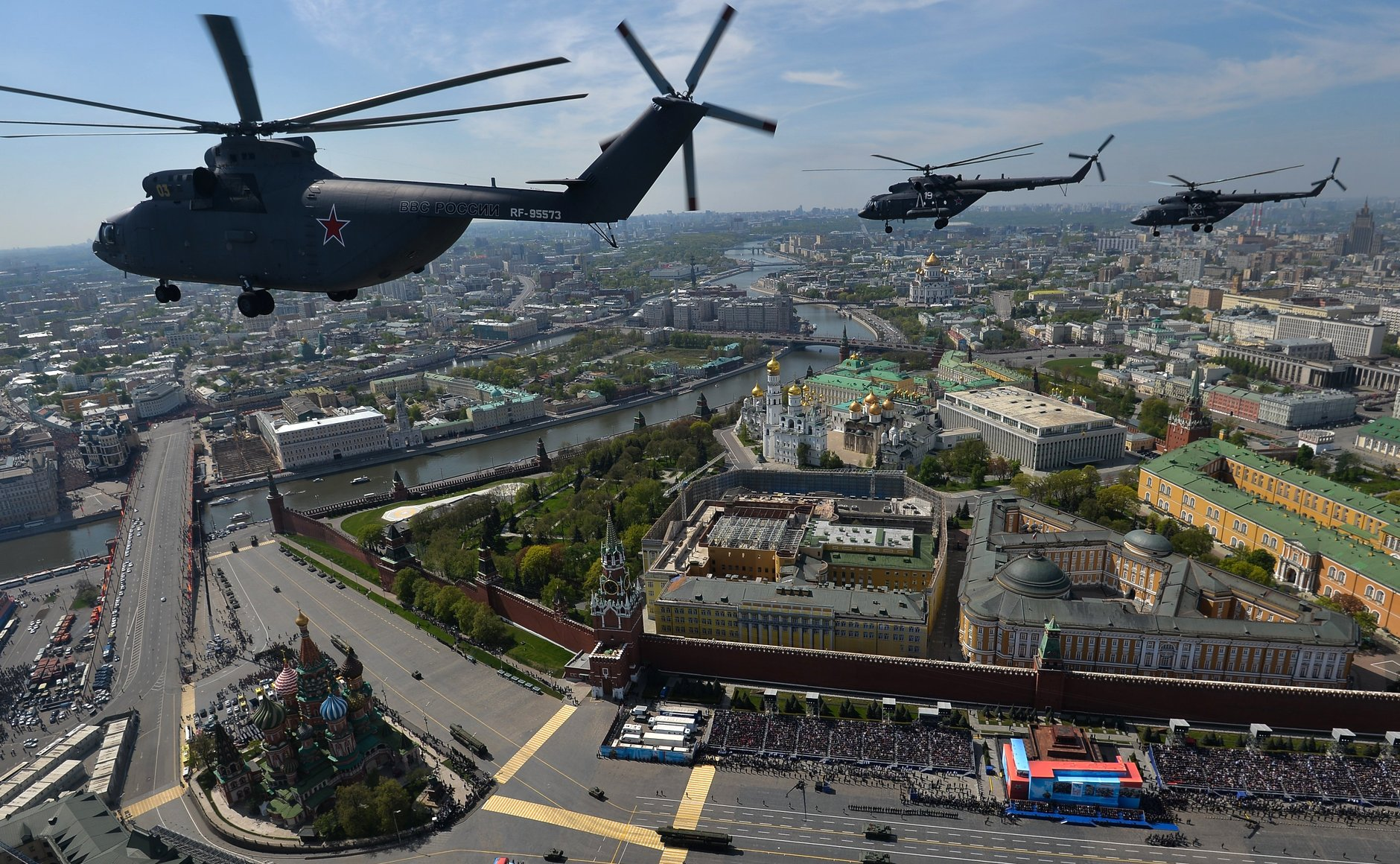
Un Mi-26 et deux Mi-17 survolent la Place Rouge

Le défilé aérien marque la fin du défilé. 149 avions et hélicoptères survolent la Place Rouge
- bombardier stratégique à réaction Tu-160М (x 1), piloté par le chef d'état-major de l'armée de l'air russe, Viktor Bondarev
- hélicoptère de transport lourd Mi-26 (x 1)
- hélicoptère de transport Мi-8АМТCh (x 4)
- hélicoptère de transport Мi-8МТV-5 (x 4)
- hélicoptère polyvalent léger « Ansat-U » (x 5)
- hélicoptère d'assaut Мi-35М (x 5)
- hélicoptère d'assaut Ка-52 « Alligator » (x 5)
- hélicoptère d'assaut Мi-28N « chasseur nocturne » (x 5) patrouille acrobatique « Berkout » (Aigle royal)
- avion de transport An-124-100 « Rouslan » (x 1) immatriculé RA-82032, nommé « Vladimir Gladipine »
- avion de transport Il-76 (x 3)
- bombardier stratégique à hélices Тu-95МS (x 3)
- bombardier stratégique à réaction Тu-22М3 (x 3)
- avion de ravitaillement Il-78 + bombardier stratégique à hélices Тu-95 (1+1)
- bombardier stratégique à réaction Тu-160 (x 2)
- avion de ravitaillement Il-78 + bombardier stratégique à réaction Тu-160 (1+1)
- avion de ravitaillement Il-78 + chasseurs tactiques Su-34 (1+2)
- avion de ravitaillement Il-78 + chasseurs tactiques Su-24 (1+2)
- avion de ravitaillement Il-78 + chasseurs-intercepteurs МiG-31 (1+2)
- chasseurs Su-30SМ (x 4)
- chasseurs-bombardiers Su-35 (x 4)
- chasseurs МiG-29SМТ (x 5)
- chasseurs tactiques Su-34 (x 8)
- chasseurs tactiques Su-24M (x 8)
- chasseurs-intercepteurs МiG-31 (x 8)
- chasseurs tactiques Su-25SМ (x 8)
- chasseurs tactiques Su-34 (x 4)
- chasseurs Su-27 (x 4)
- chasseurs МiG-29 (x 2)
- «Diamant de Koubinka», composé de 5 chasseurs Su-27 et 4 chasseurs МiG-29 appartenant aux patrouilles acrobatiques « Preux Russes » et « Striji »
- chiffre « 70 » formé par 15 chasseurs МiG-29 et chasseurs tactiques Su-25SМ pour rappeler les 70 ans de la fin de la grande guerre patriotique
- avion d'entraînement et d'assaut Yak-130 (x 6) de la patrouille « Aile de Tauride »
- chasseurs tactiques Su-25SМ (x 6) équipés de fumigènes dessinant le drapeau russe dans le ciel.

### Musique militaire
Arrivée de la Bannière de la Victoire
- A. Aleksandrov, La Guerre sacrée (А. Александров, Священная война).

Inspection des troupes
- V. Khalilov, Marche triomphale solennelle (В. Халилов, Торжественно-триумфальный марш) ;
- Marche du Régiment Preobrajensky (Марш Лейб-гвардии Преображенского полка) ;
- S. Tchernetskiy, Marche rapide des cadets (С. Чернецкий, Встречный марш военных училищ) ;
- D. Kadeev, Marche rapide pour la parade des étendards (Д. Кадеев, Встречный марш для выноса боевого знамени) ;
- N. Ivanov-Radkevitch, Marche rapide de la Garde de la Marine (Н. Иванов-Радкевич, Гвардейский встречный марш ВМФ) ;
- E. Aksenov, Marche rapide (Е.Аксенов, Встречный марш) ;
- M. Glinka, Slav'sya (extrait de l'opéra Une vie pour le tsar) (М. Глинка, Славься (из оперы Жизнь за царя)) ;
- A. Golovine, Fanfare de parade moscovite « écoutez tous » (А. Головин, Московская парадная фанфара (« Слушайте все »).

Allocution du président de la fédération de Russie
- Hymne national de la fédération de Russie (Государственный Гимн Российской Федерации) ;
- Signal « au combat ! » (Сигнал « Отбой! »).

Défilé des troupes à pied
- Marche Triomphe des Vainqueurs (Марш «Триумф победителей») ;
- V. Agapkine, Marche de l'Adieu de Slavianka (В. Агапкин, марш «Прощание славянки») ;
- V. Basner, Sur une hauteur anonyme (В. Баснер, На безымянной высоте) ;
- Dm. et D. Pokrass, Les Cosaques à Berlin (Дм. и Дан. Покрасс, Казаки в Берлине) ;
- V. Soloviov-Sedoï, Les Nuits de Moscou (В. Соловьёв-Седой, Подмосковные вечера) ;
- Jerzy Petersburski (en), Le mouchoir bleu (Е. Петерсбурский, Синий платочек) ;
- M. Blanter, Katioucha (М. Блантер, Катюша) ;
- Dm. et D. Pokrass, Moscou en Mai (Дм. и Дан. Покрасс, Москва майская) ;
- V. Khalilov, Platz (В. Халилов, Плац) ;
- B. Diev, Marche En garde pour le monde (Б. Диев, марш «На страже мира») ;
- J. Khaït, Toujours plus haut (Ю. Хайт, Все выше), hymne de l'armée de l'air russe ;
- V. Soloviov-Sedoï, Pilotes (В. Соловьёв-Седой, Пилоты) ;
- V. Mouradeli, Sébastopol la légendaire (В. Мурадели, Легендарный Севастополь) ;
- V. Pletchak, L'équipage est une famille (В. Плешак, Экипаж одна семья), hymne de la marine russe ;
- T. Khrennikov, La marche des artilleurs (Т. Хренников, Марш артиллеристов) ;
- O. Feltsman, La marche des cosmonautes (О. Фельцман, Марш космонавтов) ;
- B. Okoudjava, Nous avons besoin d'une victoire (Б. Окуджава, Нам нужна одна победа), hymne des troupes aéroportées russes ;
- M. Nojkine, Dernier combat ("М. Ножкин, Последний бой) ;
- E. Khanok, Servir la Russie (Э. Ханок, Служить России) ;
- A. Pakhmoutova, Chanson sur une jeunesse sur ses gardes (А. Пахмутова, Песня о тревожной молодости), hymne du ministère des situations d'urgence de la fédération de Russie ;
- R. Khozak, Feu éternel (chanson du film Les Officiers (Р. Хозак, Вечный огонь, песня из к/ф Офицеры)) ;
- V. Soloviov-Sedoï, La balade du soldat (В. Соловьёв-Седой, Баллада о солдате) ;
- V. Soloviov-Sedoy, En route (В.Соловьёв-Седой, В путь).

Défilé des troupes motorisées
- Dm. et Dan. Pokrass, Tri tankista (Дм. и Дан. Покрасс, Три танкиста) ;
- M. Blanter, Katioucha (М. Блантер, Катюша) ;
- V. Mouradeli, Sébastopol la légendaire (В. Мурадели, Легендарный Севастополь) ;
- A. Aleksandrov, Chanson de l'armée soviétique (А. Александров, Песня о советской армии) ;
- Dm. et Dan. Pokrass, Marche des tankistes soviétiques (Дм. и Дан. Покрасс, Марш советских танкистов) ;
- Marche Héros (Марш Герой) ;
- A. Aroutiounov, Victoire (А. Арутюнов, Победа) ;
- T. Khrennikov, La marche des artilleurs (Т. Хренников, Марш артиллеристов) ;
- B. Aleksandrov, Vive notre État (Б. Александров, Да здравствует наша держава).

Défilé aérien
- J. Khaït, Toujours plus haut (Ю. Хайт, Bсë выше) ;
- V. Soloviov-Sedoy, Pilotes (В. Соловьёв-Седой Пилоты).

Clôture du défilé
- G. Movsesyan, Nous sommes l'armée du peuple (Г. Мовсесян, Мы — армия народа) ;
- D. Toukhmanov, Le Jour de la victoire (Д. Тухманов, День Победы).

## Sources
- Парад Победы 9 мая 2015 года в Москве. Видеозапись онлайн трансляции

## Galerie

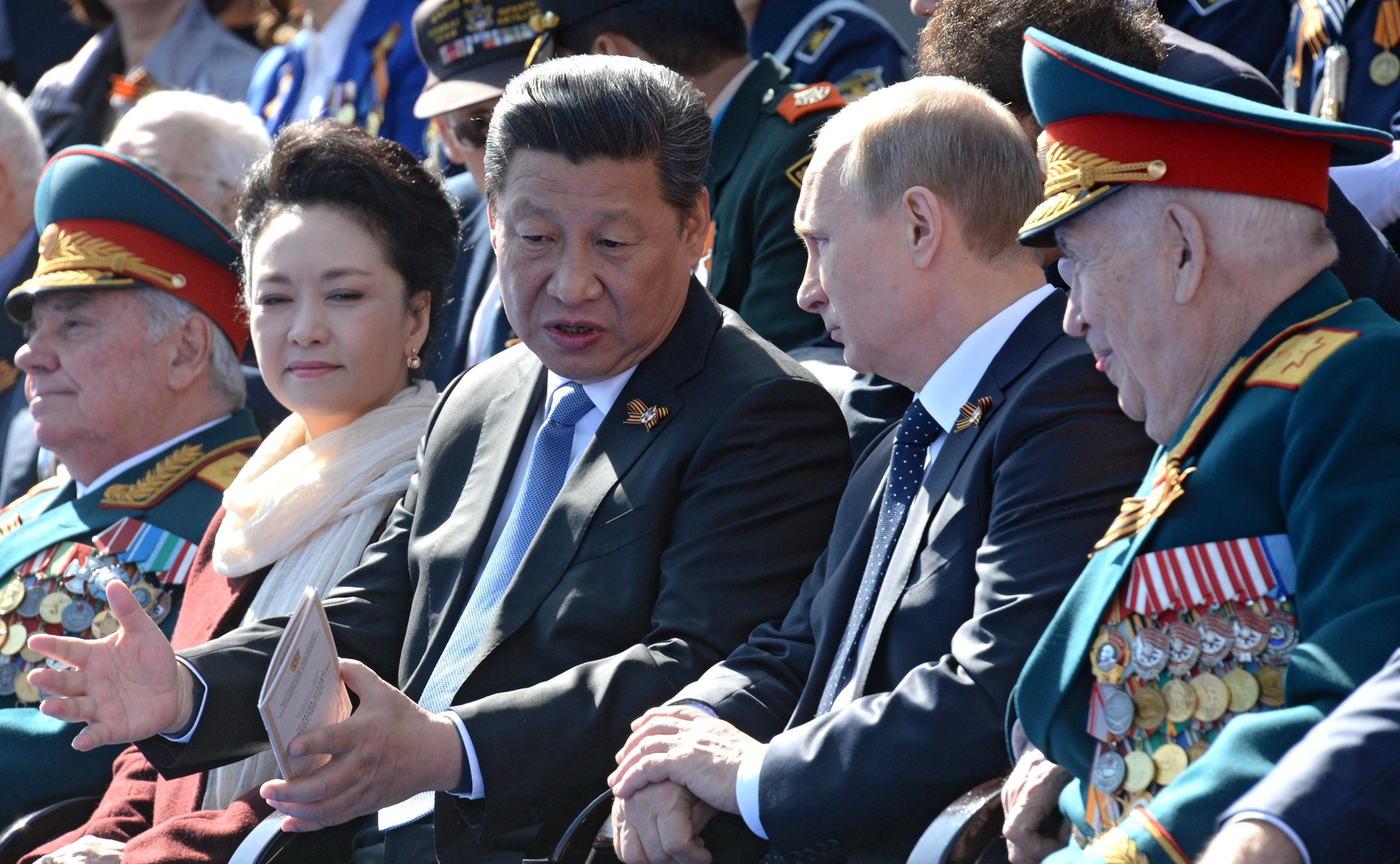
Le président chinois Xi Jinping et son épouse avec le président russe Vladimir Poutine
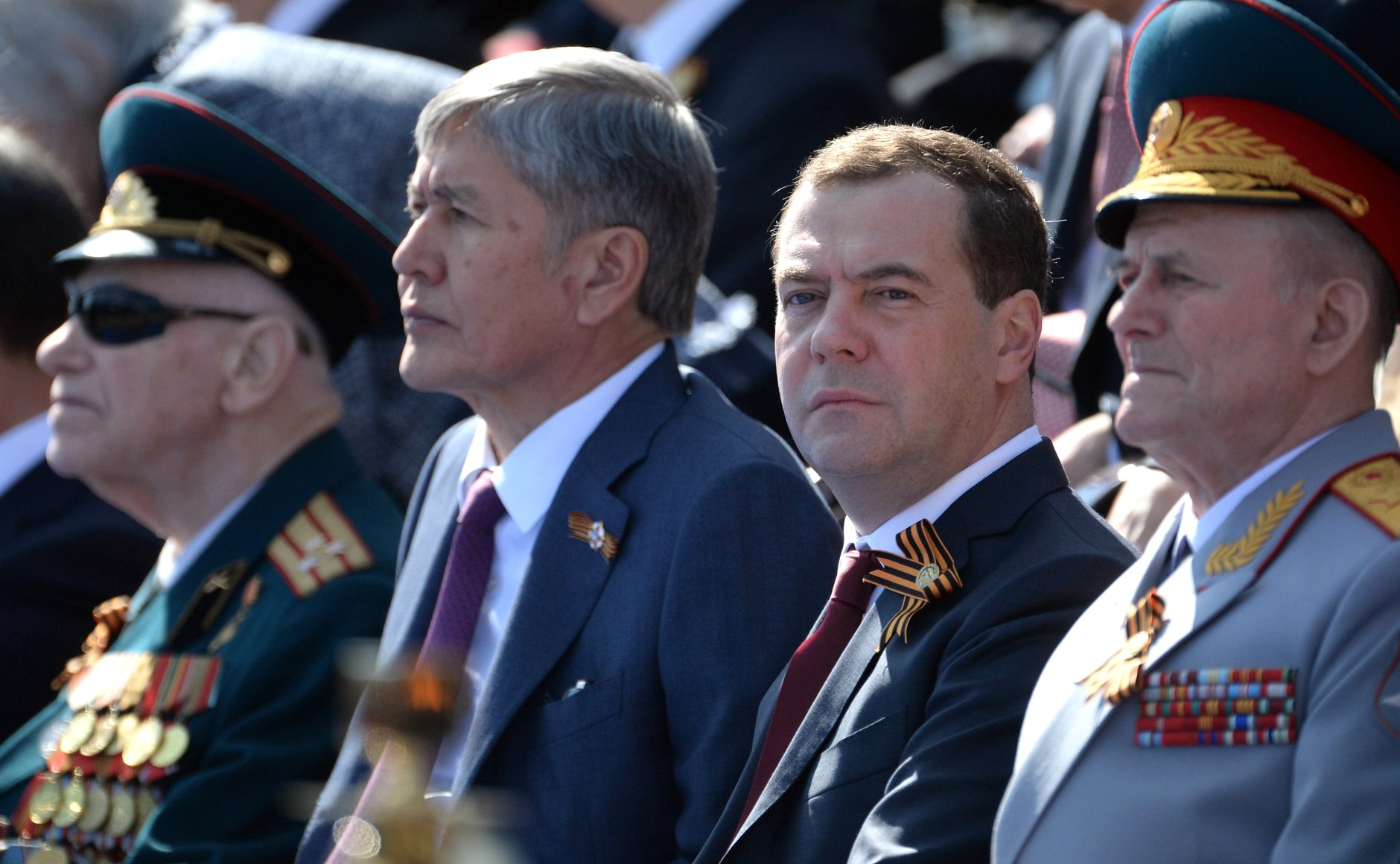
Le président kirghize Almazbek Atambaev et le premier ministre russe Dmitri Medvedev
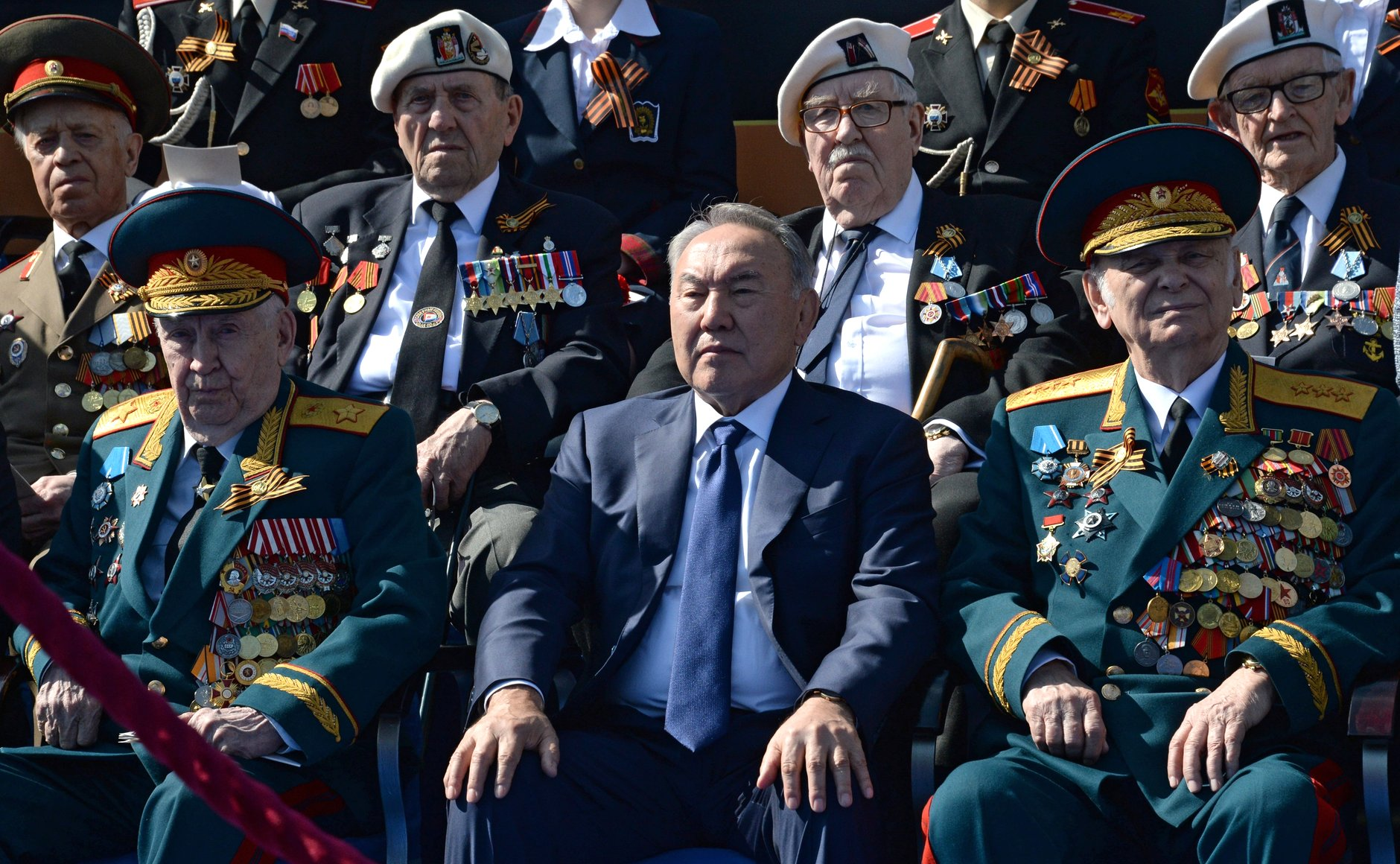
Le président kazakh Noursoultan Nazarbaïev avec des vétérans pendant le défilé
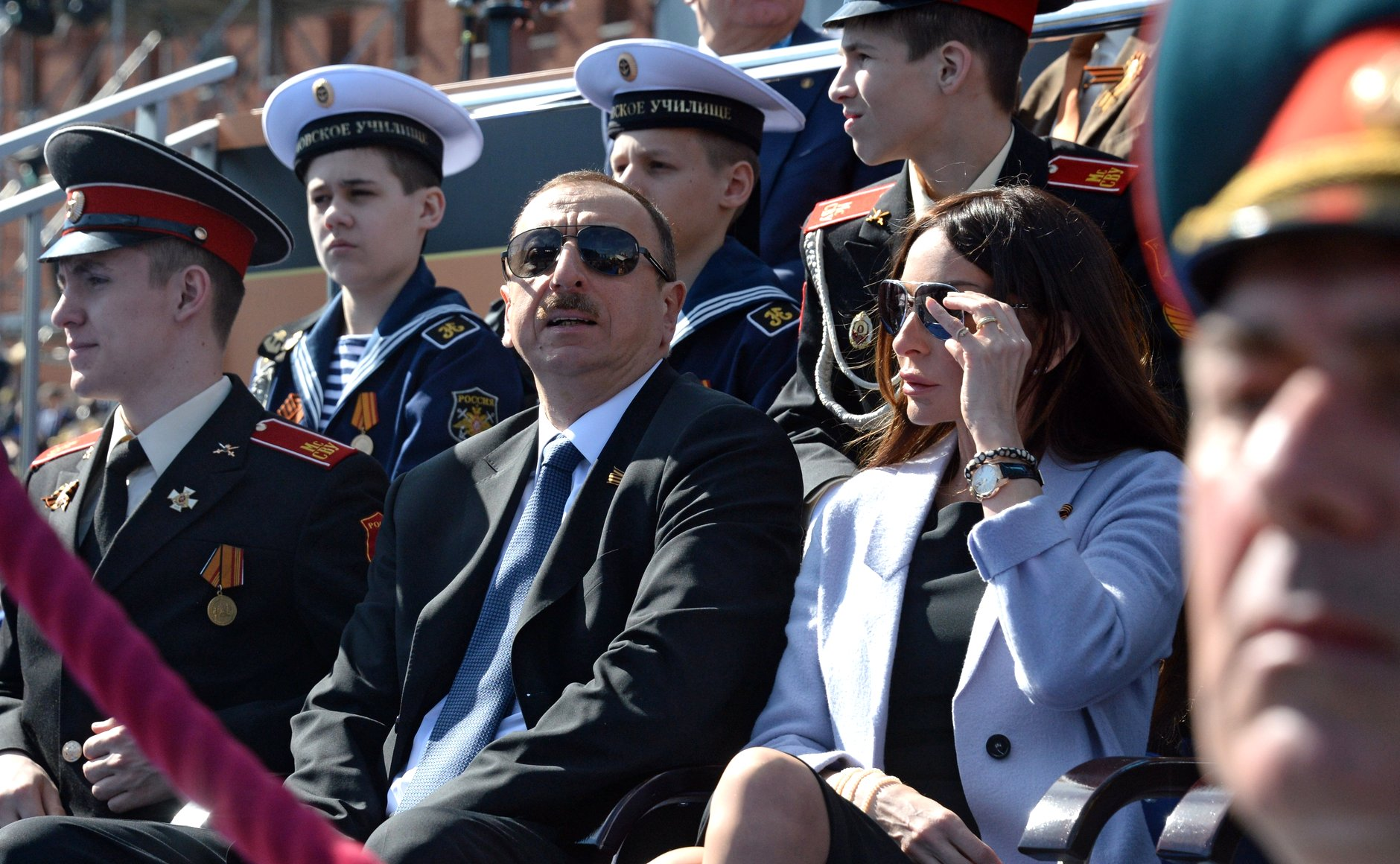
Le président azéri Ilham Aliyev et son épouse
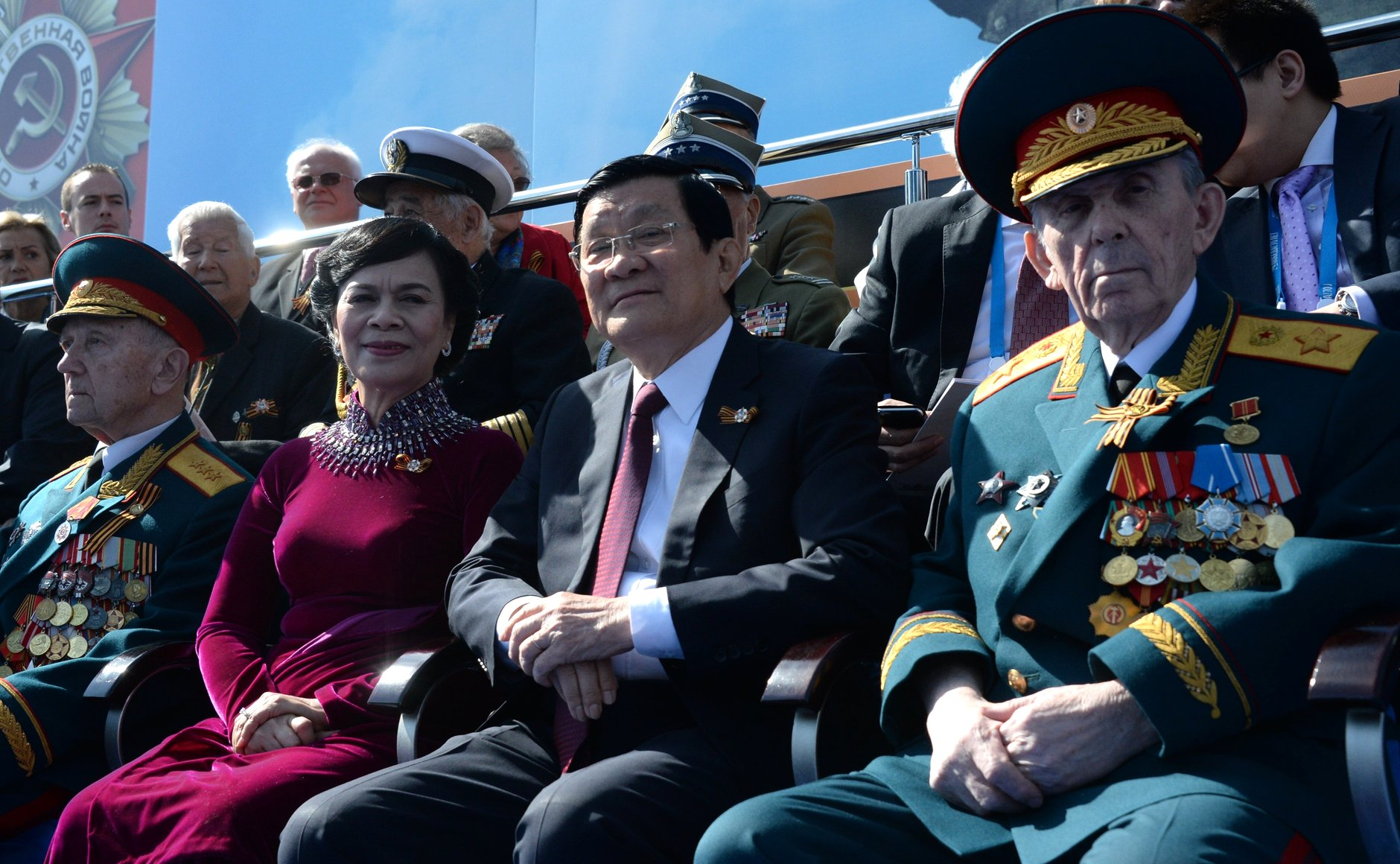
Le président vietnamien Trương Tấn Sang et son épouse
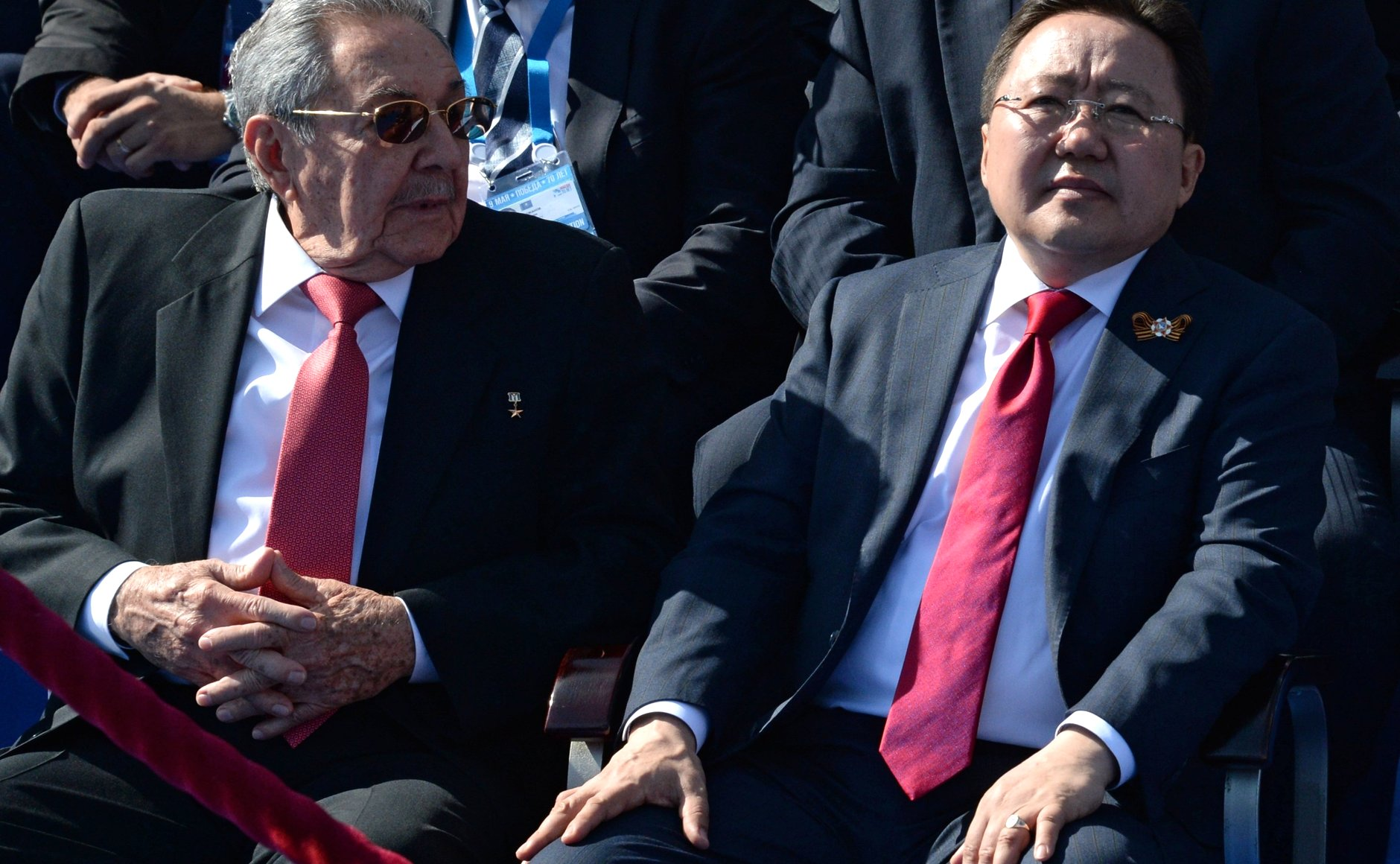
Le président cubain Raúl Castro et le président mongol Tsakhiagiin Elbegdorj
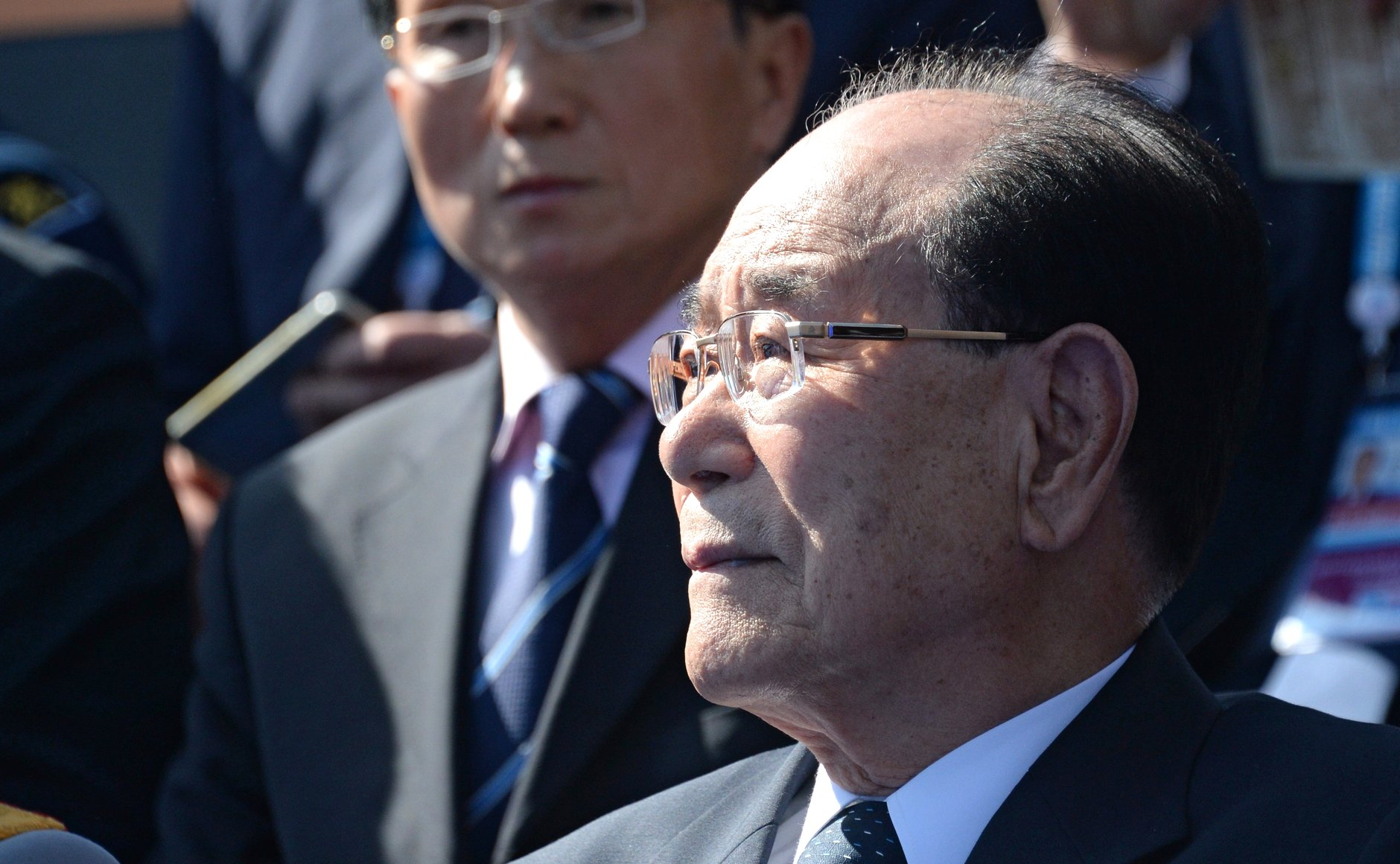
Le président de l'assemblée suprême du peuple de Corée du Nord Kim Yong-nam pendant le défilé
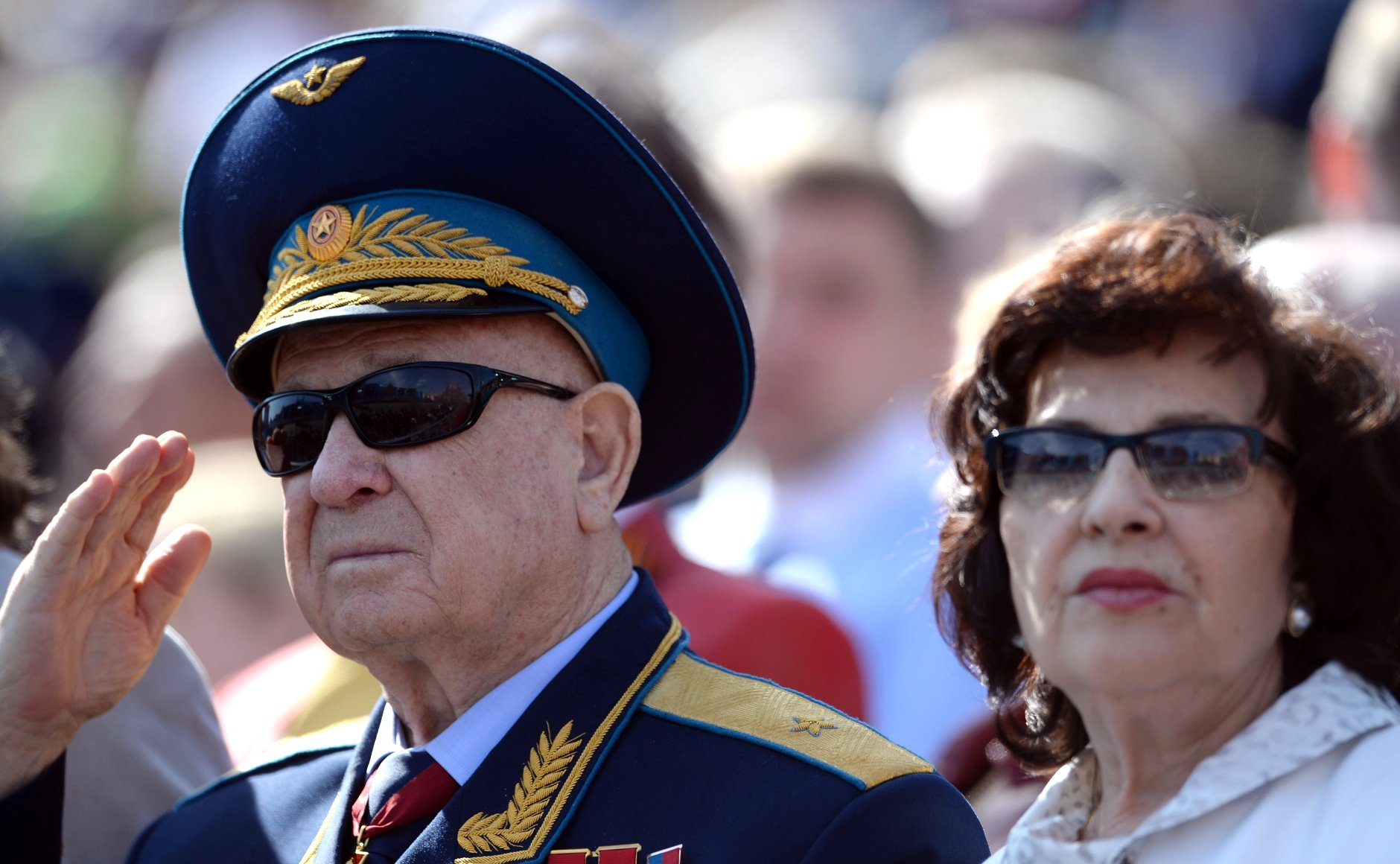
Alexeï Leonov, premier homme à sortir dans l'espace, avec son épouse pendant le défilé
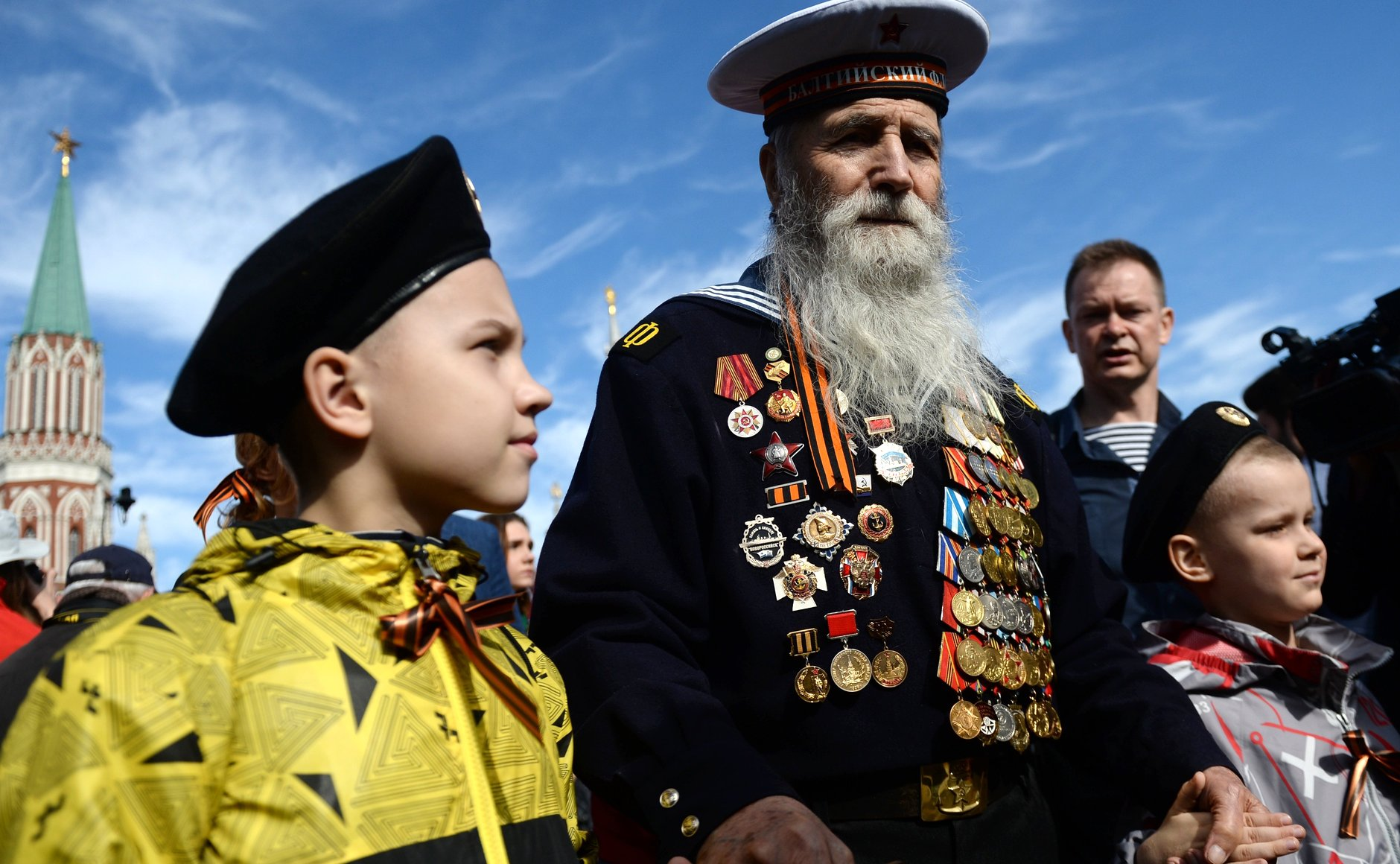
Georgy Shirokov, 91 ans, vétéran de la Seconde Guerre mondiale, et ancien marin de la flotte de la Baltique, marche avec ses arrière-petits-enfants
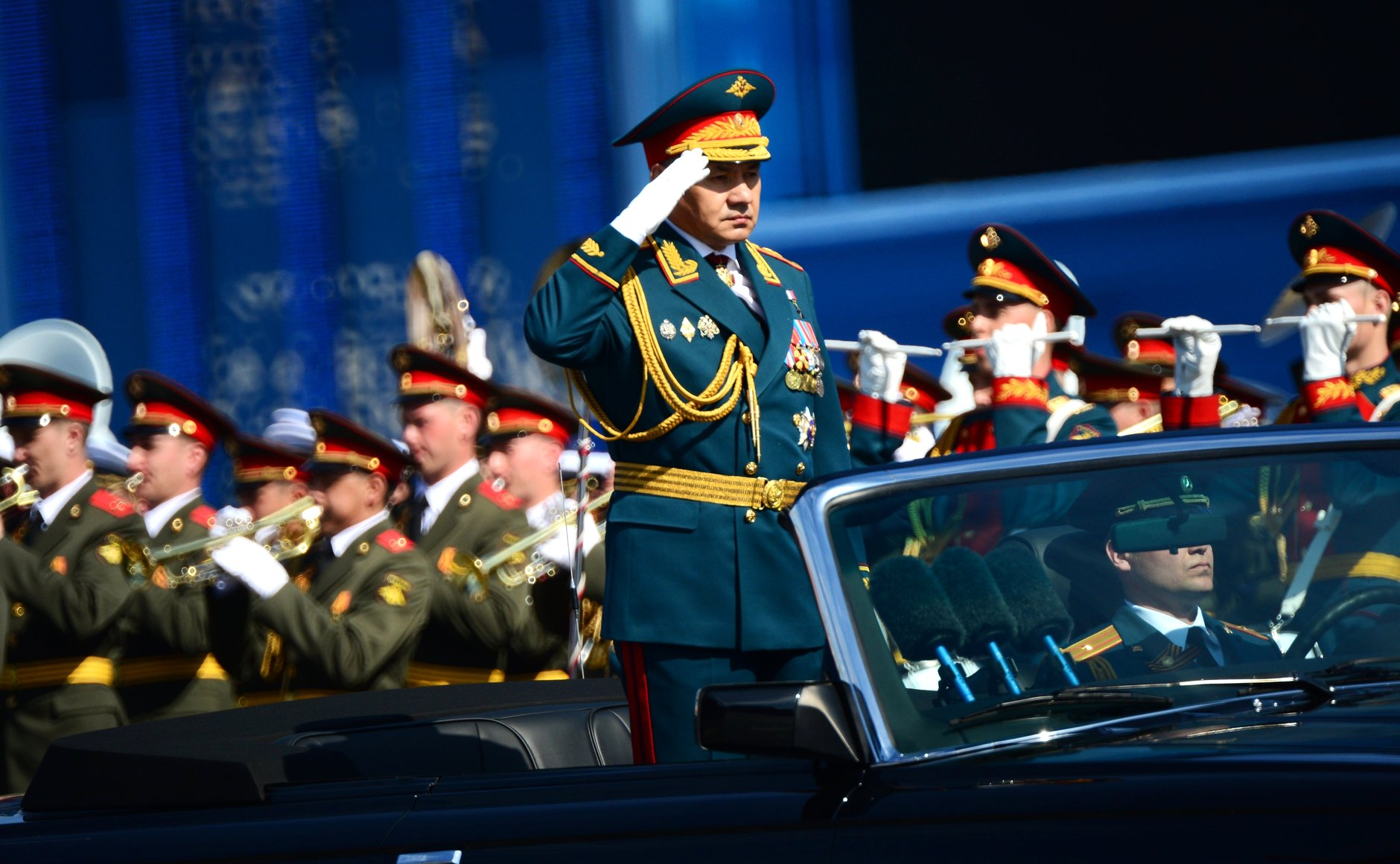
Le ministre de la défense Sergueï Choïgou inspecte les troupes
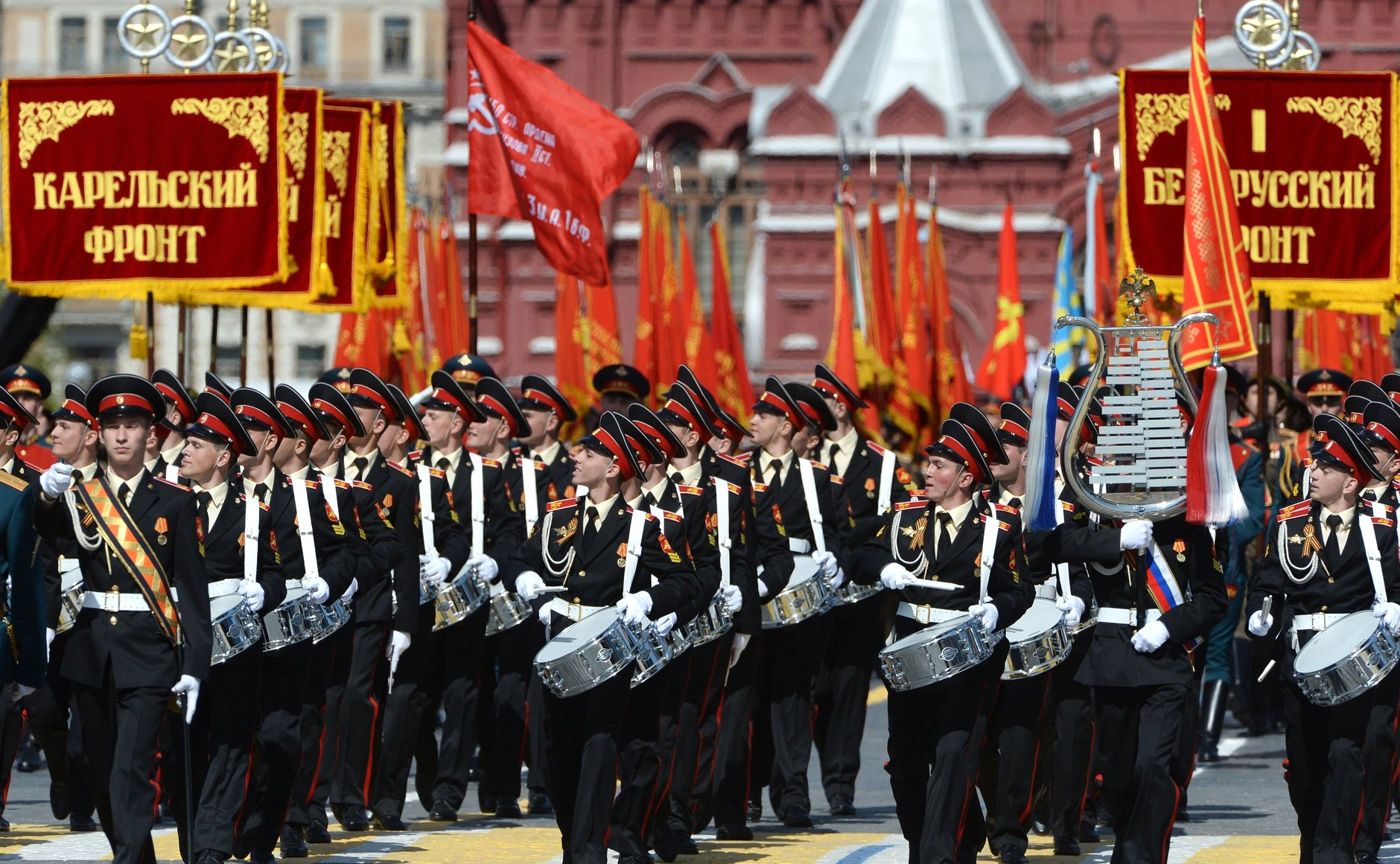
Les tambours russes avec les unités historiques défilant derrière eux
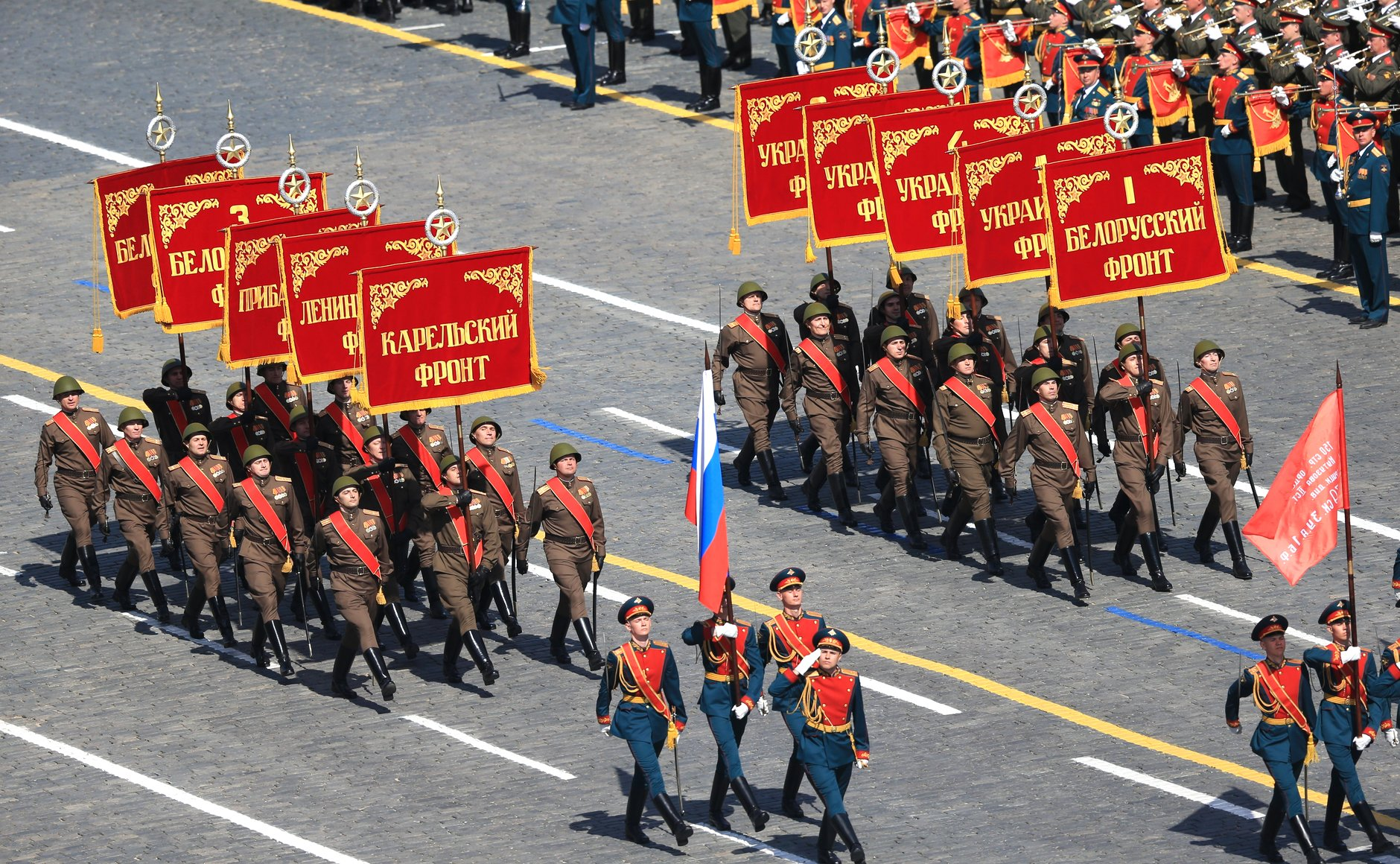
Les unités historiques tenant les bannières des groupes d'armées soviétiques
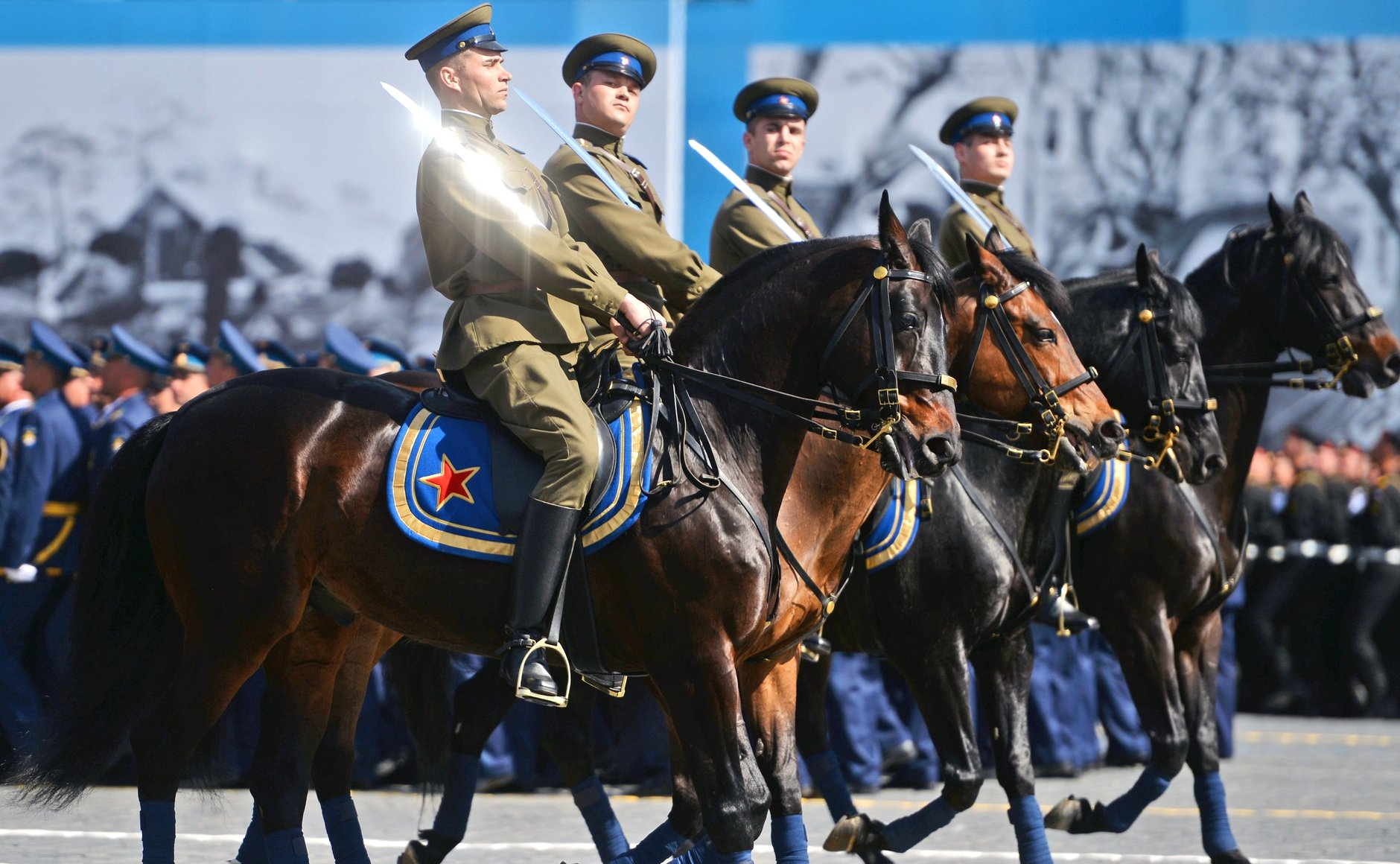
Unités historiques de cosaques pendant le défilé
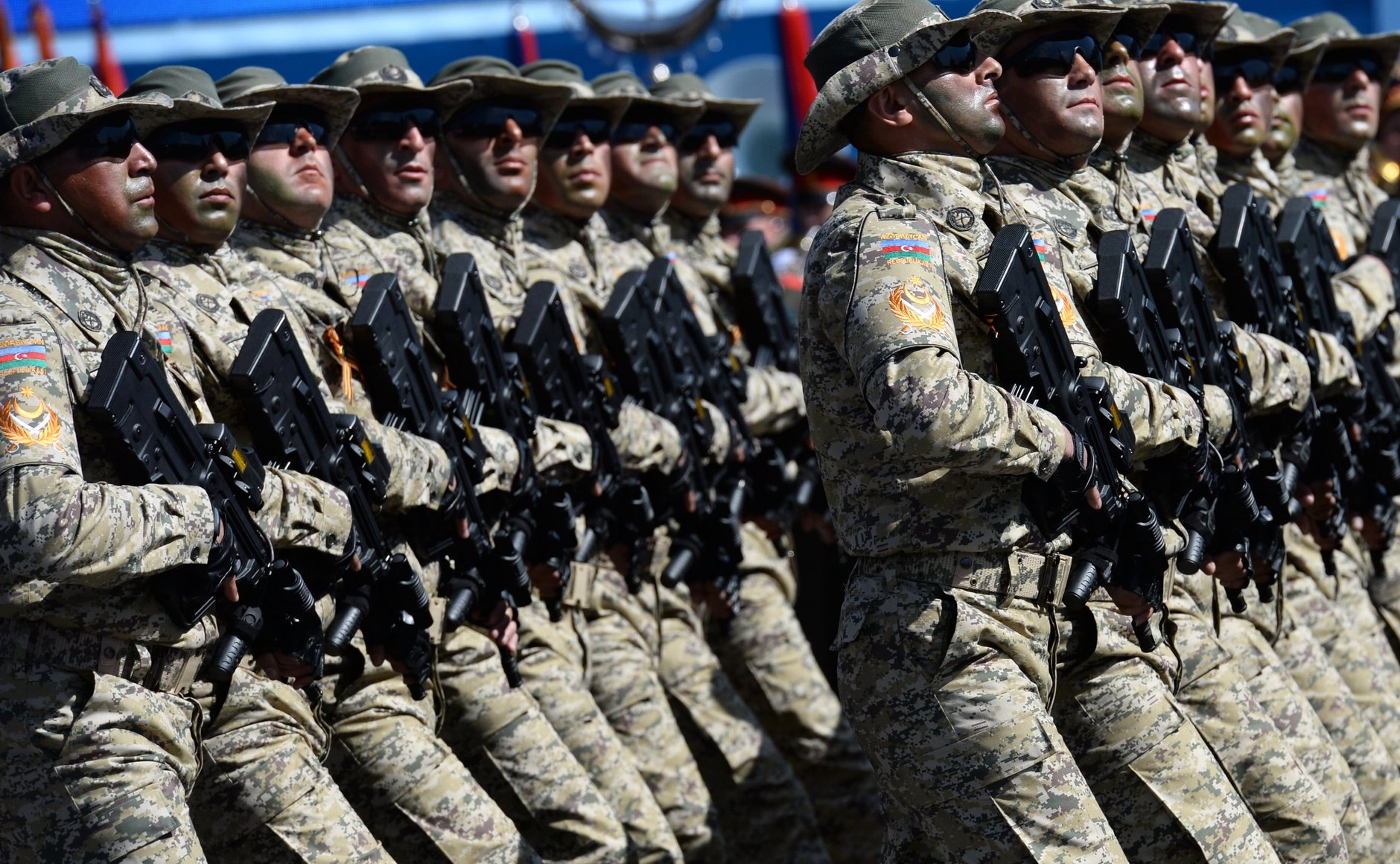
Contingent des forces armées d’Azerbaïdjan
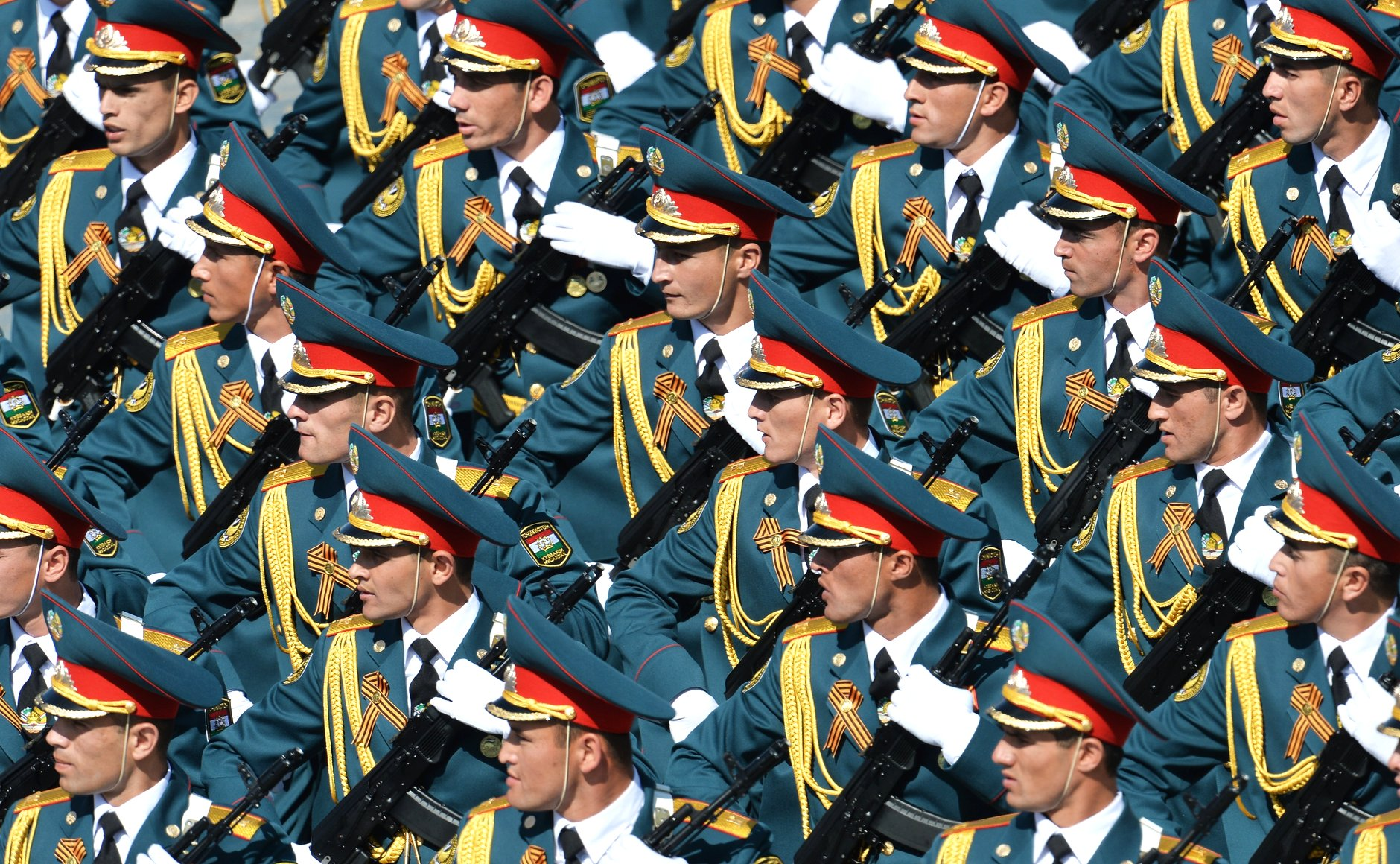
Contingent des forces armées du Tadjikistan
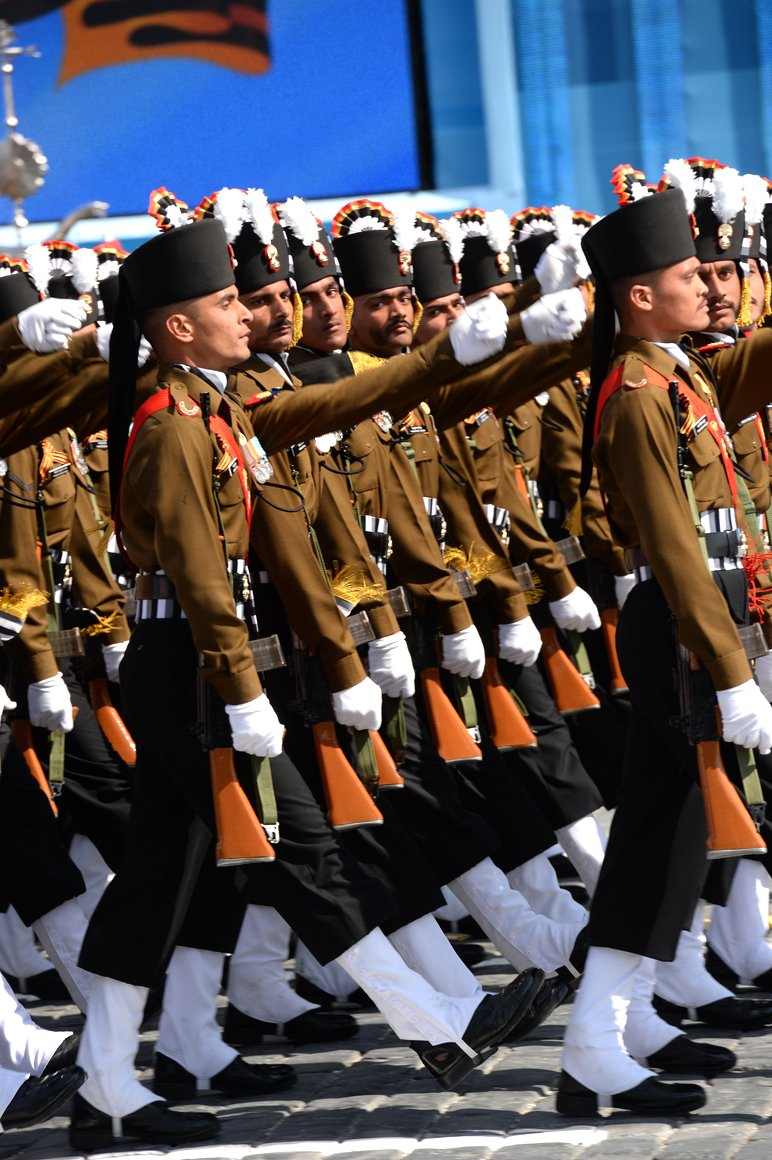
Contingent des forces armées de l'Inde
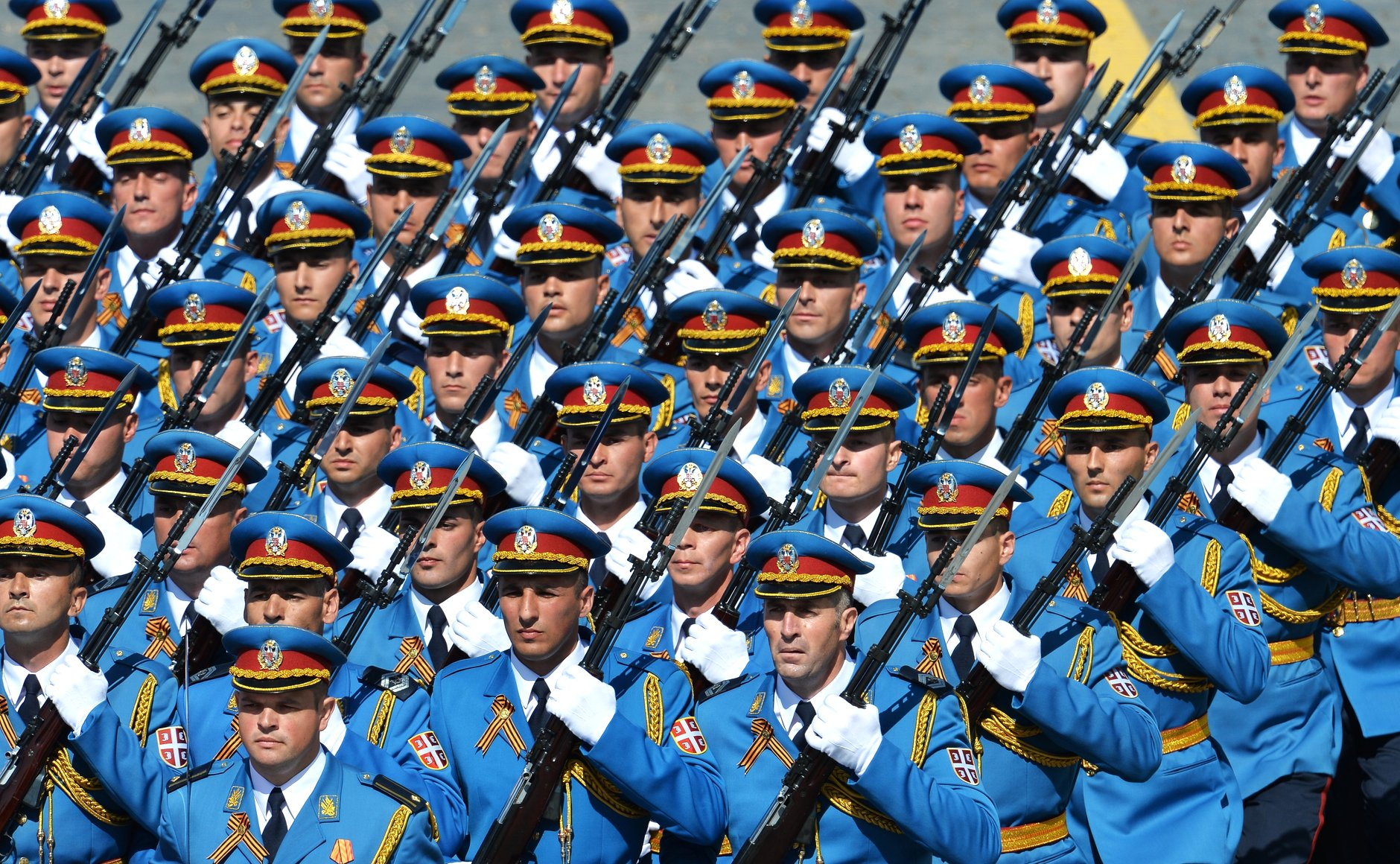
Contingent des forces armées de Serbie
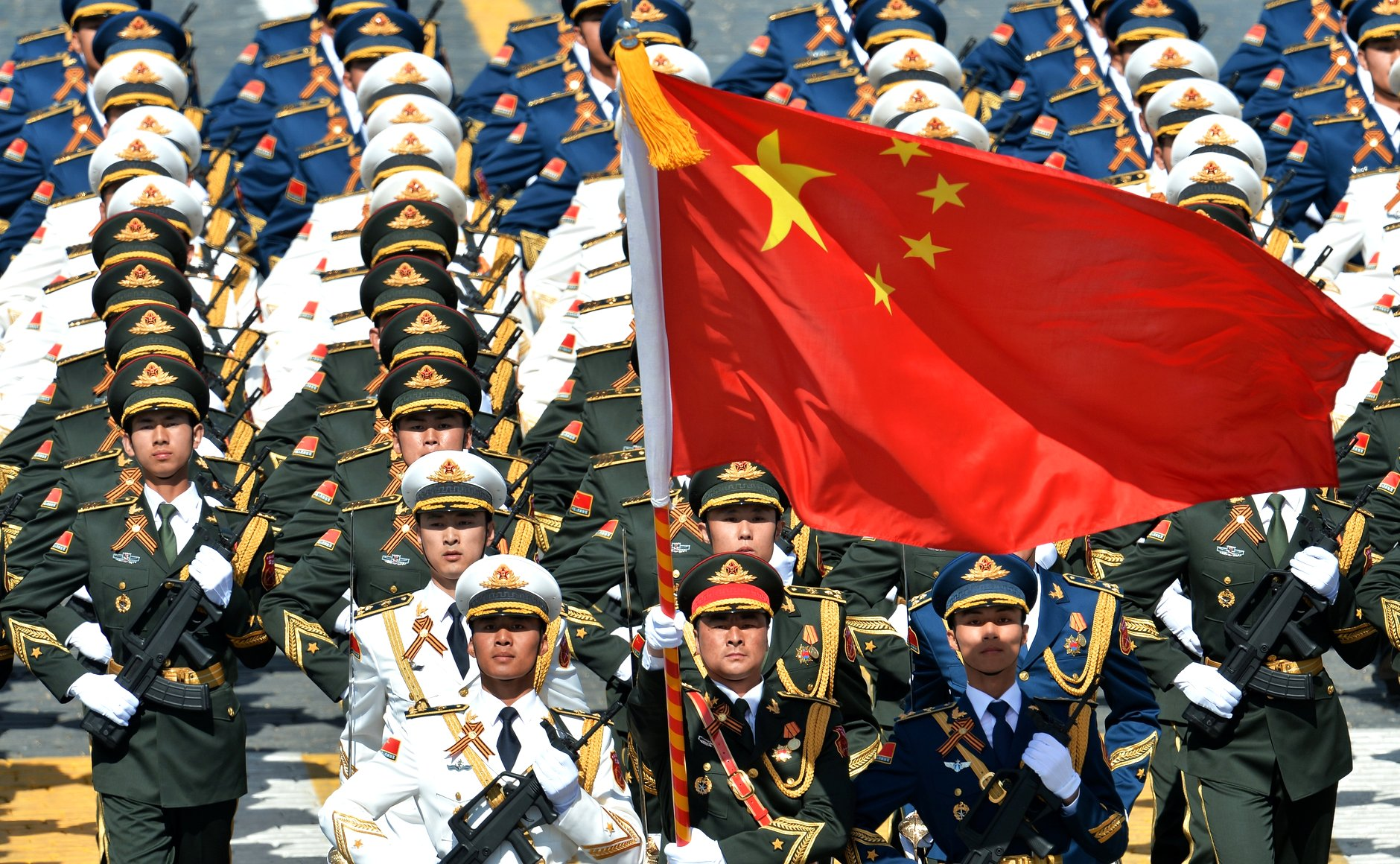
Contingent de l'Armée populaire de libération
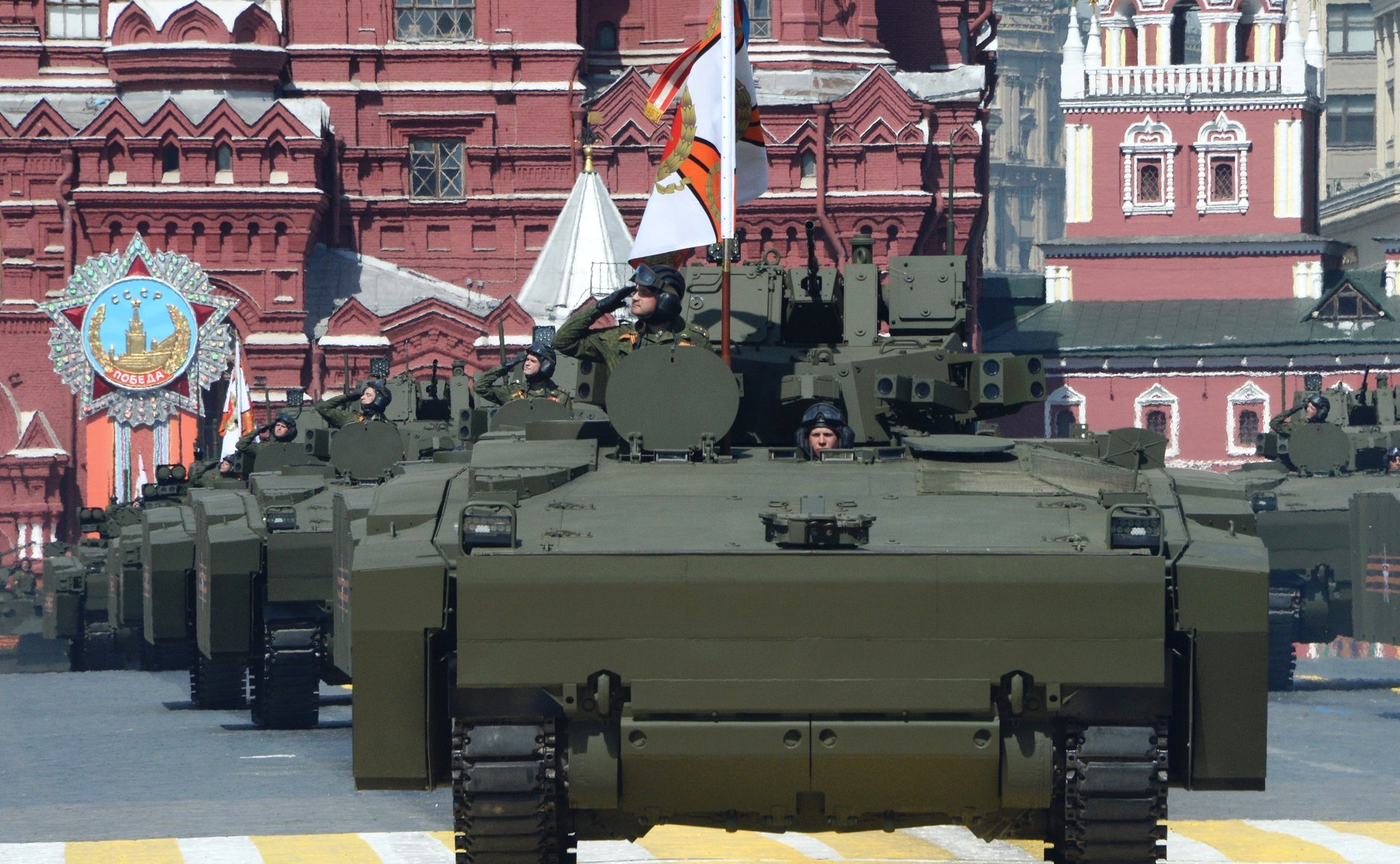
Transports de troupes blindés (avant) et véhicules de combat de l'infanterie (arrière) Kourganets-25 pendant le défilé
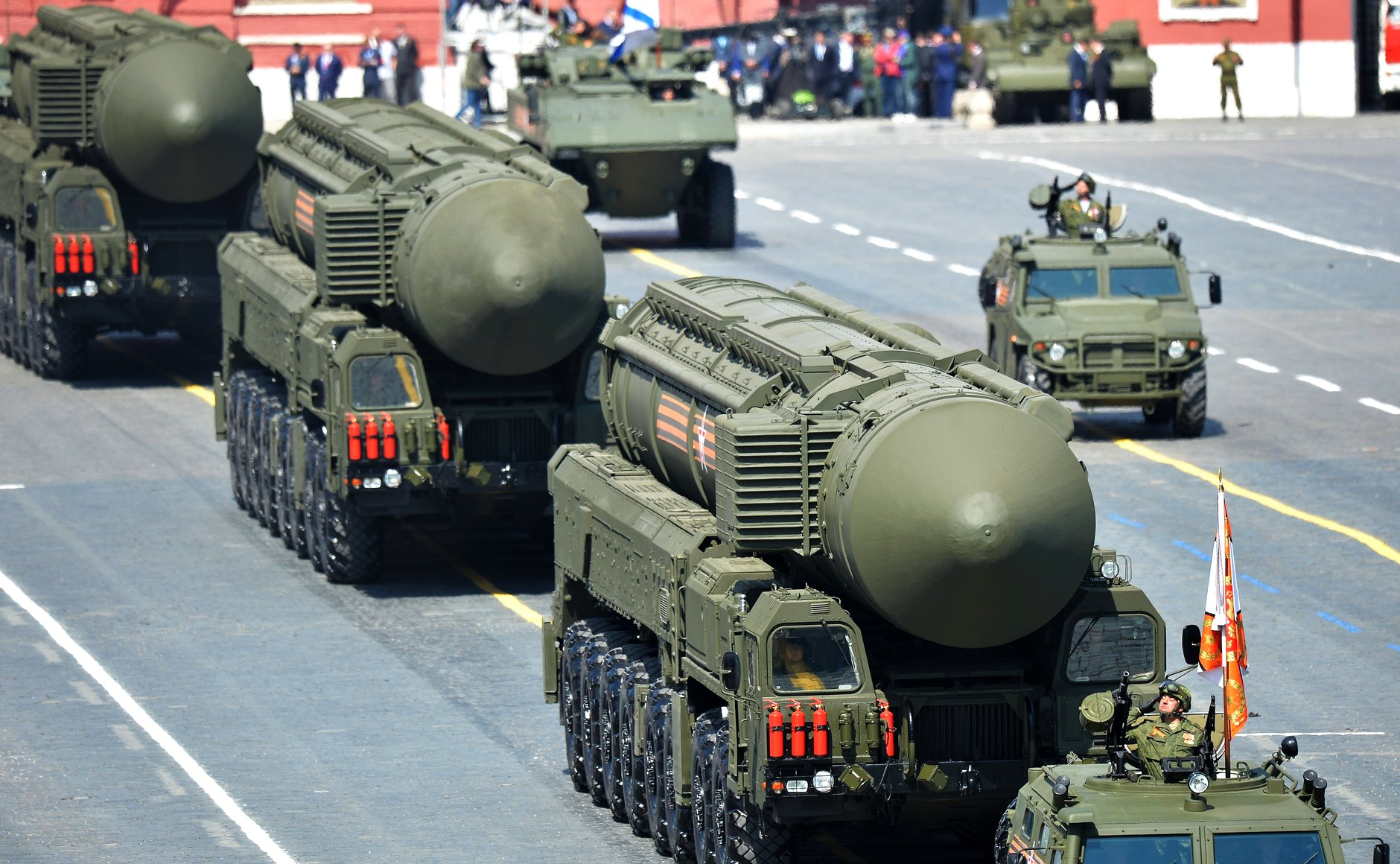
RS-24 escortés par des Tigres et des transports de troupes blindés Boumerang (à l'arrière)
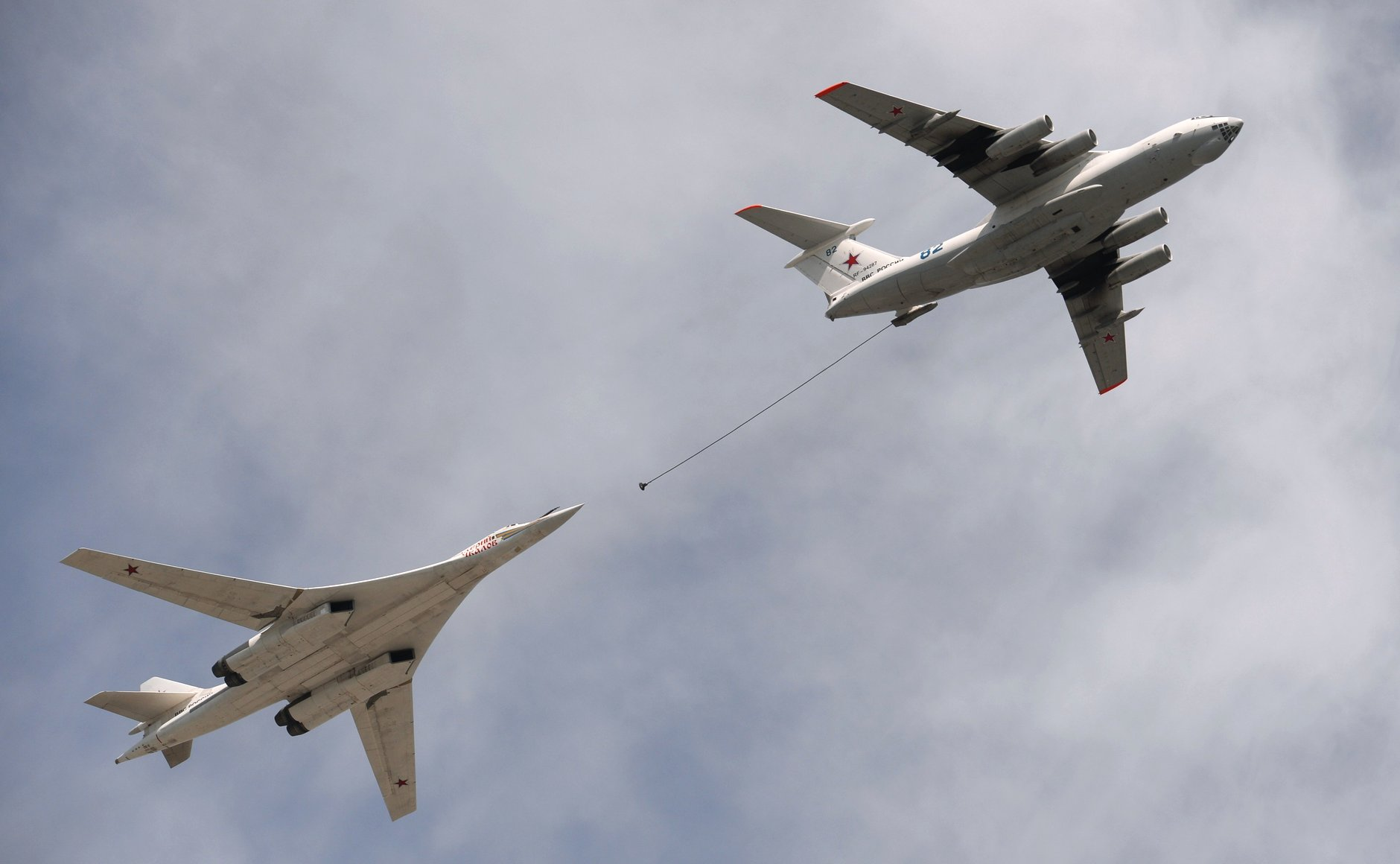
Ravitaillement en vol d'un bombardier stratégique Tu-160 par un Il-78 pendant le défilé
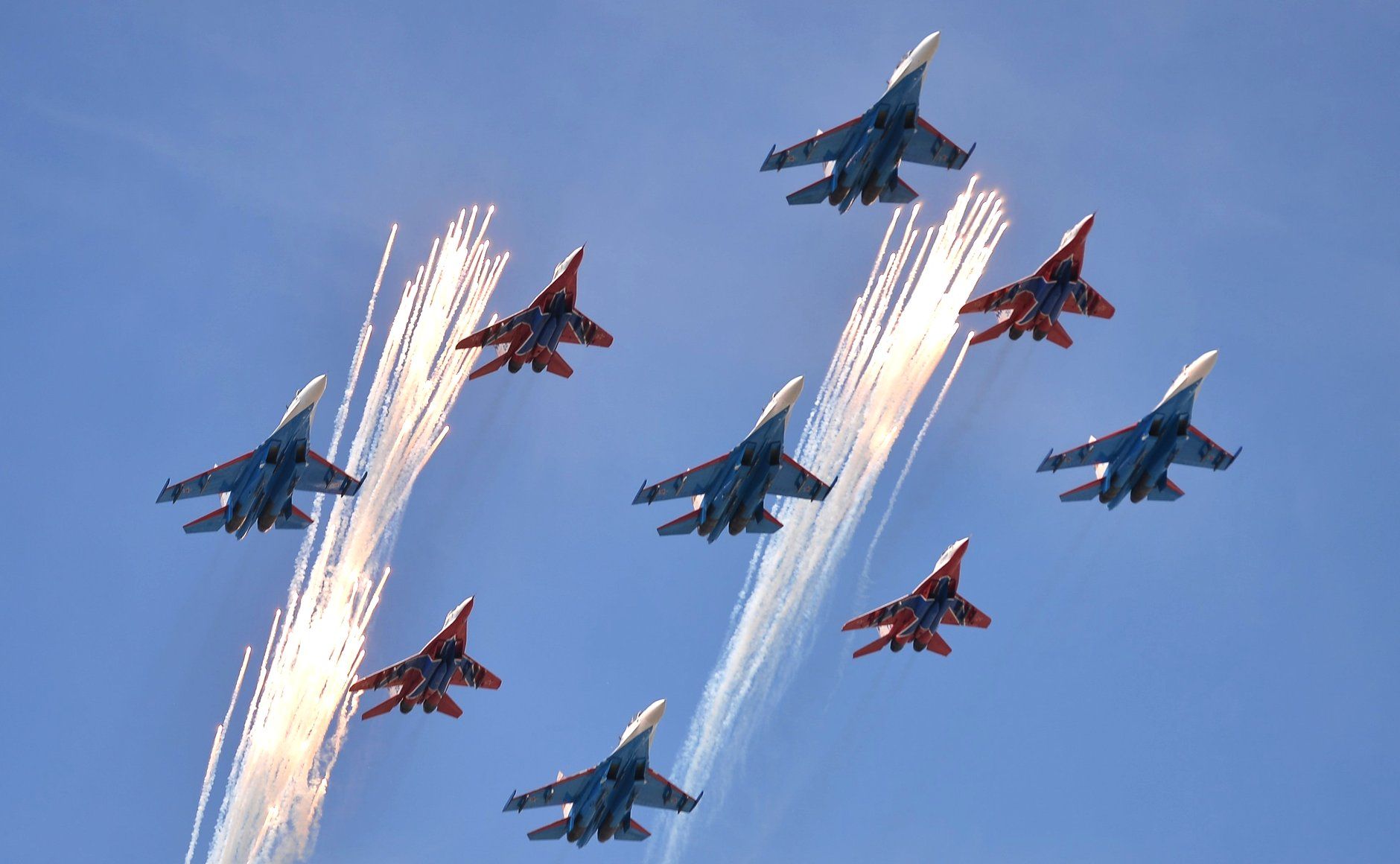
Les Russian Knights et les Strizhi survolent la place Rouge, dans la configuration dite du "Diamant de Kubinka"
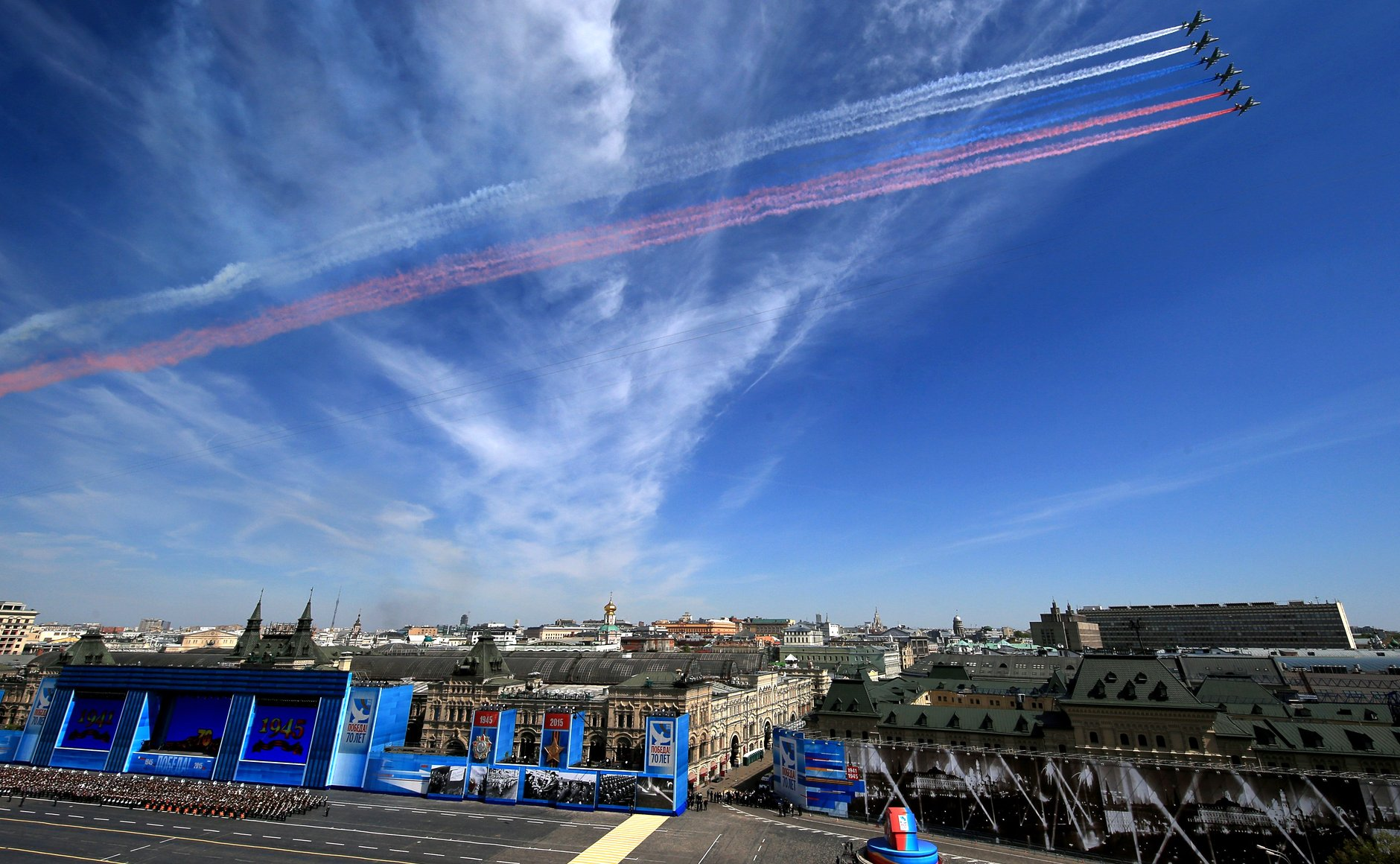
Des Su-25 colorent le ciel avec le drapeau russe
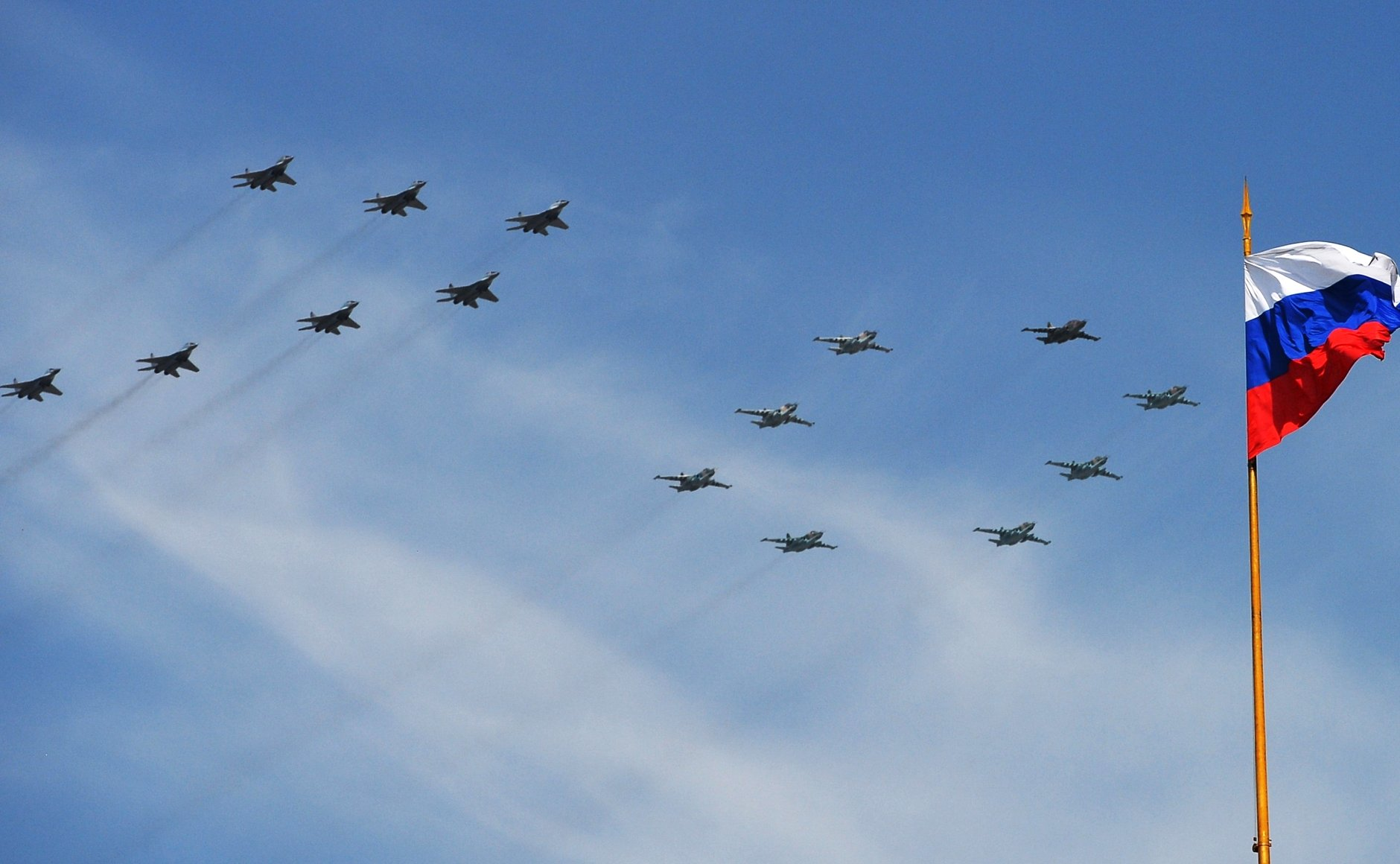
Des Mig-29 et Su-25 forment le chiffre 70 en survolant la Place Rouge